# Charles VII (roi de France)
Pour les articles homonymes, voir Charles VII, Charles de France, Charles de Berry et Dauphin Charles.
Charles VII, dit « le Victorieux » ou « le Bien Servi », né à l'hôtel Saint-Pol à Paris le 22 février 1403 et mort au château de Mehun-sur-Yèvre le 22 juillet 1461, est roi de France de 1422 à 1461. Il est le cinquième roi de la branche dite de Valois de la dynastie capétienne.
Charles VII est le fils de Charles VI et d'Isabeau de Bavière. Roi indissociable de l'épopée de Jeanne d'Arc, il réussit, au cours d'un long règne de près de quarante ans, presque aussi long que celui de son père et prédécesseur sur le trône (1380–1422), à renverser une situation compromise et finalement gagner la guerre de Cent Ans.
La faiblesse psychologique de son père, le roi Charles VI, le conduit à être placé sous tutelle depuis 1392, et les luttes pour le contrôle de la régence et du royaume dégénèrent en une véritable guerre civile à partir de 1407. Henri V d'Angleterre en profite pour pousser ses prétentions sur la Normandie, l'Aquitaine, et même le royaume de France tout entier, avec succès : il remporte notamment la bataille d'Azincourt (1415) et prend le dessus pour les années suivantes.
En 1418, Charles, comte de Ponthieu et dauphin, échappe à la capture (voire à la mort) lors de la prise du pouvoir par les Bourguignons à Paris. Il se réfugie à Bourges et se proclame lui-même régent du royaume de France, au motif de l'indisponibilité de son père atteint de folie et tombé au pouvoir de Jean sans Peur, duc de Bourgogne. Charles négocie avec ce dernier mais lors d'une rencontre sur le pont de Montereau le 10 septembre 1419, Jean est assassiné, les Bourguignons accusent le dauphin malgré ses dénégations et Philippe le Bon, fils de Jean sans Peur et nouveau duc de Bourgogne, fait alliance avec les Anglais.
Cette alliance aboutit le 21 mai 1420 au traité de Troyes, qui, à l'instigation du nouveau duc de Bourgogne et avec la complicité de la reine Isabeau de Bavière (mère de Charles), déshérite le dauphin Charles et désigne comme régent du royaume et prochain successeur du roi de France Charles VI le roi d'Angleterre Henri V, qui épouse le 2 juin la sœur de Charles, Catherine de Valois, fille de Charles VI et d'Isabeau. Henri V est donc quasiment assuré de l'emporter dans la guerre qui continue (car Charles et ses partisans ne cèdent pas), mais il meurt peu après avoir pris Meaux d'une maladie contractée pendant le siège, le 31 août 1422.
À la mort de Charles VI deux mois plus tard, le 21 octobre 1422, le parti Plantagenêt revendique donc le titre de roi de France pour le fils de Henri V mais il n'a que dix mois et ne peut être sacré. Charles qui ne reconnait pas le traité de Troyes se proclame roi de France sous le nom de Charles VII, le 30 octobre 1422, en la cathédrale de Bourges.
Charles VII devient le souverain d'un royaume toujours en proie à la guerre civile entre Armagnacs et Bourguignons, soutenu par les premiers mais contesté par les seconds alliés aux anglais. Il ne tient quasiment rien au nord de la Loire et, replié dans son duché de Berry, il est surnommé par dérision « roi de Bourges » par ses ennemis. Sa situation dynastique, politique et militaire s'améliore nettement grâce à l'intervention de Jeanne d'Arc. Celle-ci participe à la levée du siège d'Orléans en mai 1429, dirige la campagne de la Loire culminant à la victoire décisive de Patay et enfin conduit Charles VII vers Reims, à travers des territoires bourguignons, pour y être sacré le 17 juillet 1429.
La capture de Jeanne et sa mort le 30 mai 1431 n'interrompent pas les succès de Charles, qui réussit à mettre fin à la guerre civile entre Armagnacs et Bourguignons en concluant avec le duc de Bourgogne Philippe le Bon le traité d'Arras de 1435.
Charles VII s'emploie à restaurer l'autorité royale en s'affirmant comme le gardien des droits de l'Église de France par la Pragmatique Sanction de Bourges en 1438, et en brisant la révolte des grands féodaux lors de la Praguerie de 1440. Il tente également de rétablir l'économie grâce à l'aide de son grand argentier Jacques Cœur.
L'armée royale est réorganisée par la création des compagnies d'ordonnance le 26 mai 1445, donnant naissance à l'armée française permanente. Charles VII peut ainsi se consacrer à la guerre contre les Anglais, achevant à terme de les chasser du royaume par la victoire finale de Castillon, en 1453, qui clôt militairement la guerre de Cent Ans.
Souvent critiqué par la postérité pour avoir censément ralenti la reconquête du royaume, relancée notamment par Jeanne d'Arc, et pour avoir abandonné celle-ci à son sort, le roi cautionne néanmoins en 1456 le procès en nullité de la condamnation de la Pucelle, qui la lave solennellement de toute accusation d'hérésie.

## Naissance et jeunesse

### Enfance d'un prince cadet

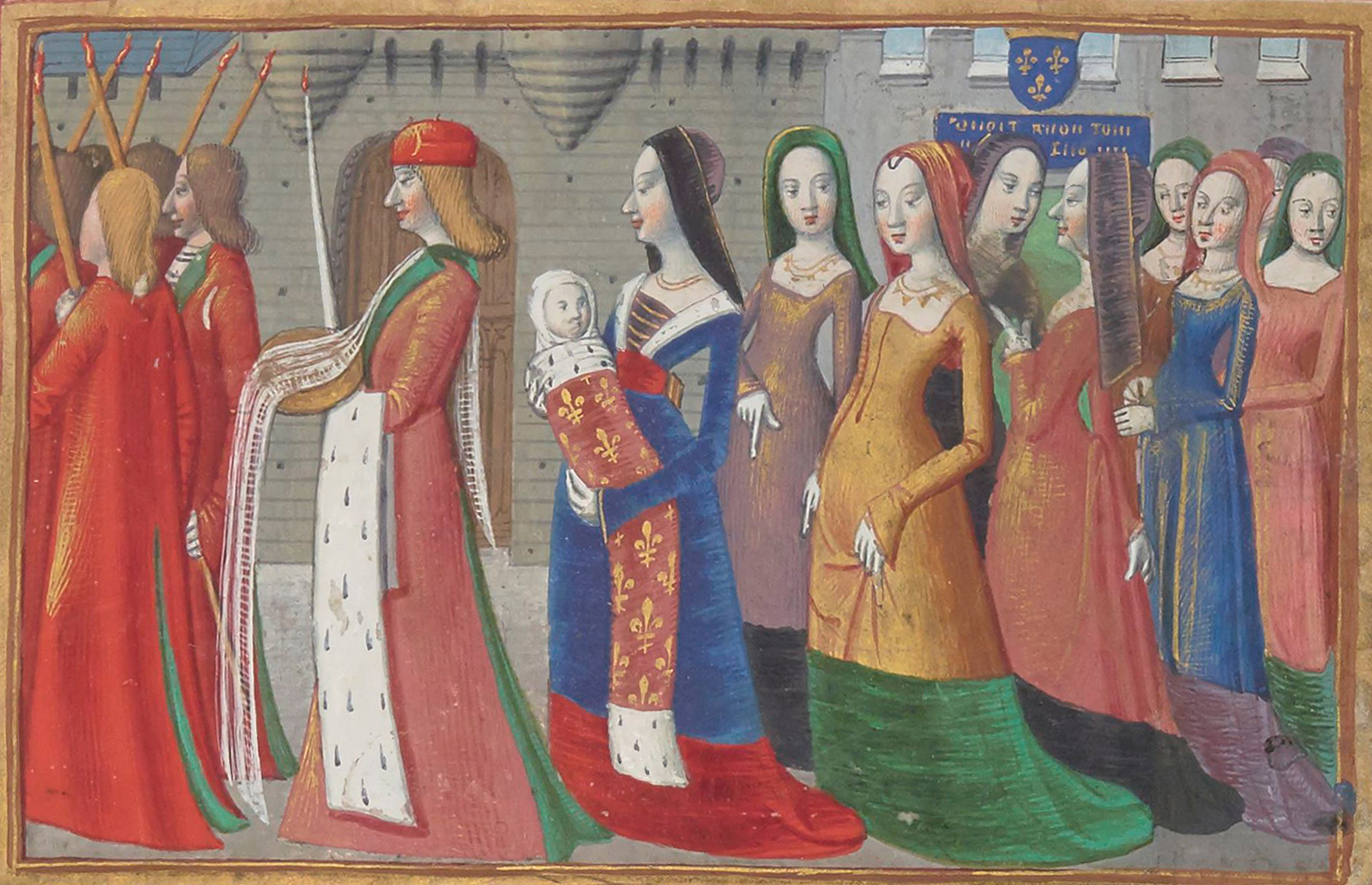
Procession baptismale de Charles, enluminure des Vigiles de Charles VII, vers 1484, BnF, département des manuscrits, ms. Français 5054,.

Charles est né le 22 février 1403 en la résidence royale de l'Hôtel Saint-Pol à Paris. Il est le onzième et avant-dernier enfant de Charles VI et d'Isabeau de Bavière. Il est le troisième à porter le prénom de Charles (les deux Charles précédents étant morts, l'un au berceau, l'autre à l'âge de neuf ans).
Il reçoit le titre de comte de Ponthieu dans sa première année et, en tant que cadet de famille, précédé de deux frères aînés, les princes Louis de Guyenne, né en 1397 et Jean de Touraine, né en 1398, il ne peut prétendre à la succession royale française : son seul avenir plausible serait de recevoir un apanage pour lequel il rendrait hommage au roi de France.
Il naît dans un pays en pleine tourmente : à la guerre de Cent Ans (1337 – 1453) fomentée par la dynastie anglaise de Plantagenêt, qui revendique l'accession au trône de France, vient s'ajouter en 1407 la guerre civile entre Armagnacs et Bourguignons (1407 – 1435).

### L'entrée de Charles dans la sphère angevine
Le jeune Charles de Ponthieu, âgé de 10 ans, interfère très tôt, bien malgré lui, avec les querelles entre les maisons d’Anjou et de Bourgogne.
Le 20 novembre 1413, le duc Louis II d'Anjou, cousin du roi Charles VI et roi titulaire de Naples, qui avait conclu une future alliance avec la maison de Bourgogne, annule le projet de mariage entre son fils Louis, futur Louis III d'Anjou, et Catherine de Bourgogne, fille du duc de Bourgogne Jean sans Peur. Cette rupture intervient en raison de sa fidélité à la maison de Valois, du fait de son désaccord avec la politique de Jean sans Peur, qui intrigue pour prendre le pouvoir au royaume de France après avoir fait assassiner le 23 novembre 1407 Louis Ier d'Orléans, frère cadet du roi Charles VI.
Un mois plus tard, le 18 décembre 1413, le duc d'Anjou renforce son alliance avec la dynastie de Valois, en donnant en fiançailles sa fille Marie d'Anjou à Charles de Ponthieu, au Louvre : les enfants n'ont respectivement que neuf et dix ans.

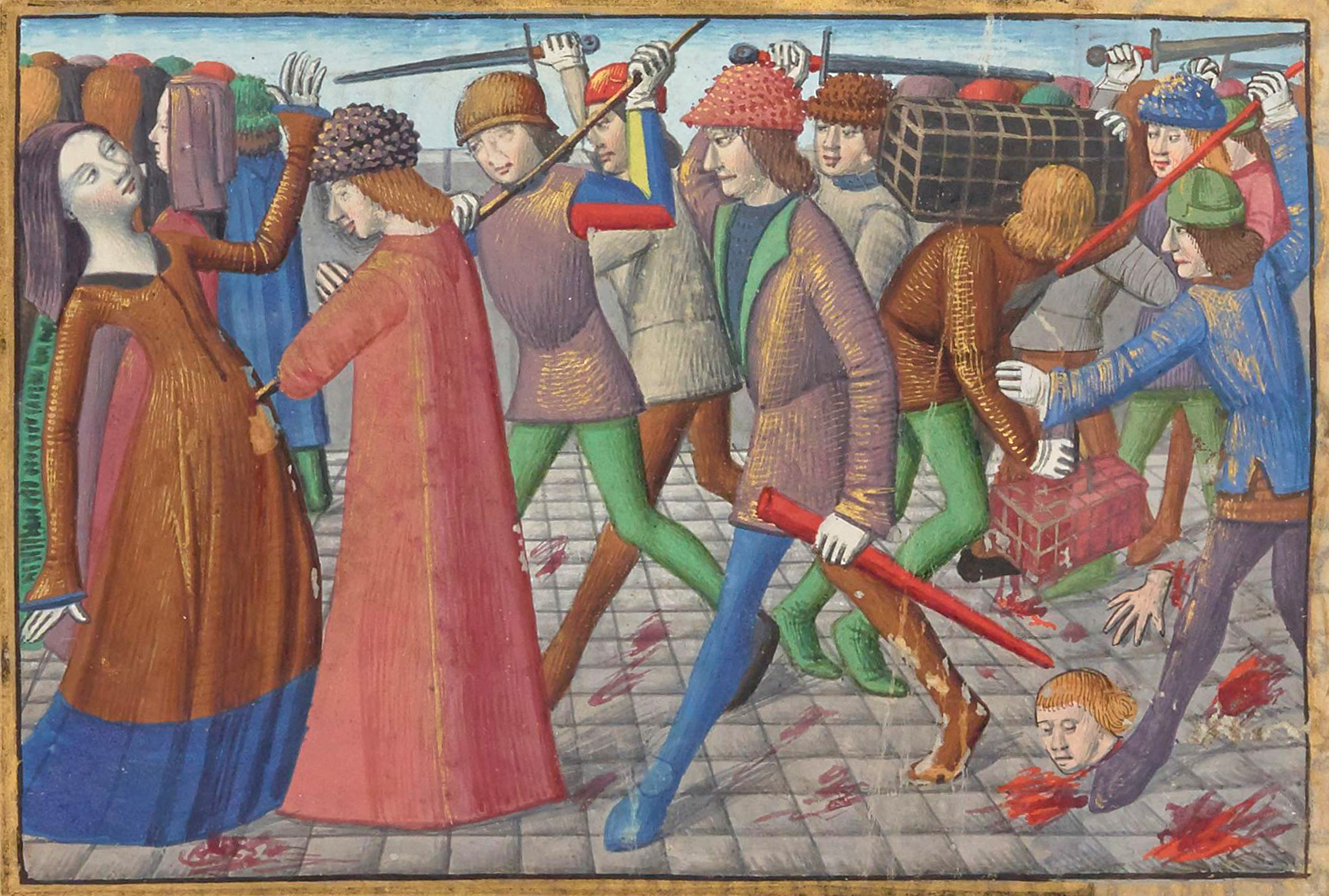
Révolte des Cabochiens, enluminure du manuscrit de Martial d'Auvergne, Les Vigiles de la mort de Charles VII, vers 1484, BnF.

La mère de Marie, Yolande d'Aragon, duchesse d'Anjou, ne souhaite pas, depuis la sanglante révolte des Cabochiens survenue au printemps 1413 à Paris, laisser les jeunes fiancés dans la capitale, les hôtes royaux de l'hôtel Saint-Pol étant notamment menacés par les Bourguignons. Elle réussit à emmener sa fille et son futur gendre en Anjou le 5 février 1414, puis Charles rallie Tours d'octobre à décembre 1414. Vers la mi-janvier 1415, sa future belle-famille emmène Charles en Provence, au château de Tarascon. Il revient en Anjou à la fin de l'année. Ainsi le prince peut-il passer, avec sa fiancée, quelques heureuses et paisibles années jusqu'en 1416.
Pendant son séjour en Anjou et en Provence, le jeune prince a reçu les leçons des meilleurs éducateurs : il sera aussi cultivé que son ancêtre, le roi Charles V.

### Mort prématurée des deux dauphins précédant Charles de Ponthieu
Son frère aîné, le dauphin Louis, duc de Guyenne (1397-1415), gendre de Jean sans Peur, duc de Bourgogne, commence à gérer le royaume à l'âge de 16 ans, au début de l'année 1413, sous l'influence de sa mère Isabeau de Bavière et de son beau-père Jean sans Peur. Ce dernier demande la réunion des états généraux, qui se tiennent le 30 janvier 1413 à l'Hôtel Saint-Pol de Paris, sous la présidence du roi Charles VI, où des remontrances sont prononcées sur l'inefficacité et la corruption du gouvernement de la régence : il en ressort que le remède aux problèmes du royaume pourrait être apporté par le duc de Guyenne et son beau-père, le duc de Bourgogne, acharné à s'emparer du pouvoir.
Mais la lutte du boucher Simon Caboche contre les Armagnacs, fomentée par Jean sans Peur, à partir du 30 janvier 1413, se poursuit par la Révolte des Cabochiens du mois d'août 1413 ; Jean sans Peur tente de contrôler cette insurrection, cependant que le duc de Guyenne, opposé à son beau-père, participe, de son côté, à la réduction des émeutiers à l'aide des Armagnacs. Jean sans peur, accompagné de Caboche, s'enfuit de la capitale le 22 août 1413. L'année suivante, les Armagnacs mènent une campagne contre le duc de Bourgogne, qui se termine par le siège d'Arras (1414), victorieusement remporté par les armées du roi Charles VI contre les Bourguignons. La paix d'Arras est ratifiée le 4 septembre 1414 entre Charles VI et Jean sans Peur, qui se pardonnent mutuellement.
Le 26 avril 1415, le dauphin Louis de Guyenne est nommé par son père, le roi Charles VI, lieutenant et capitaine général sur toutes les frontières du royaume. Après la bataille d'Azincourt, où les Français subirent une lourde défaite, face aux Anglais, le jeune Charles de Ponthieu, âgé de 12 ans, est nommé garde et capitaine du château du bois de Vincennes le 1er novembre 1415 par le roi et par le duc de Guyenne.
La bataille d'Azincourt provoque un changement de rapport de force ; un rapprochement devient possible avec le duc de Bourgogne, au Conseil du 5 décembre 1415 où siègent le duc Louis II d'Anjou, président du conseil de régence et le dauphin Louis de Guyenne.

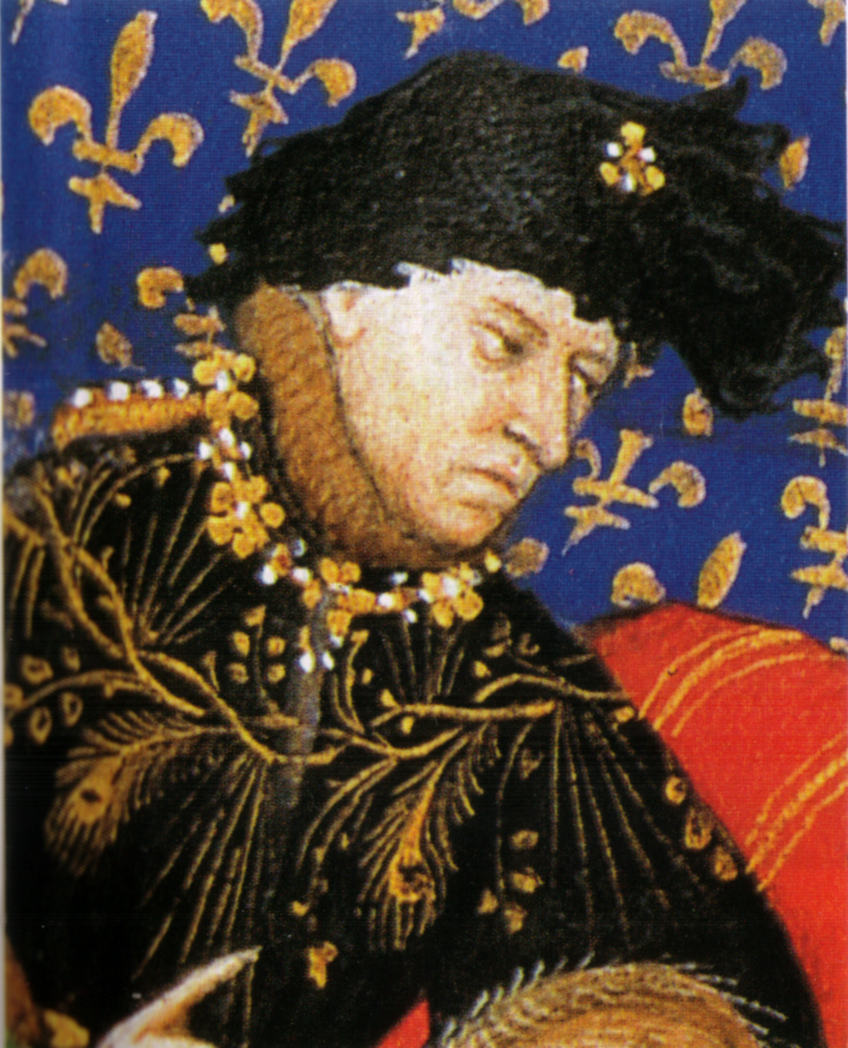
Charles VI, roi de France.
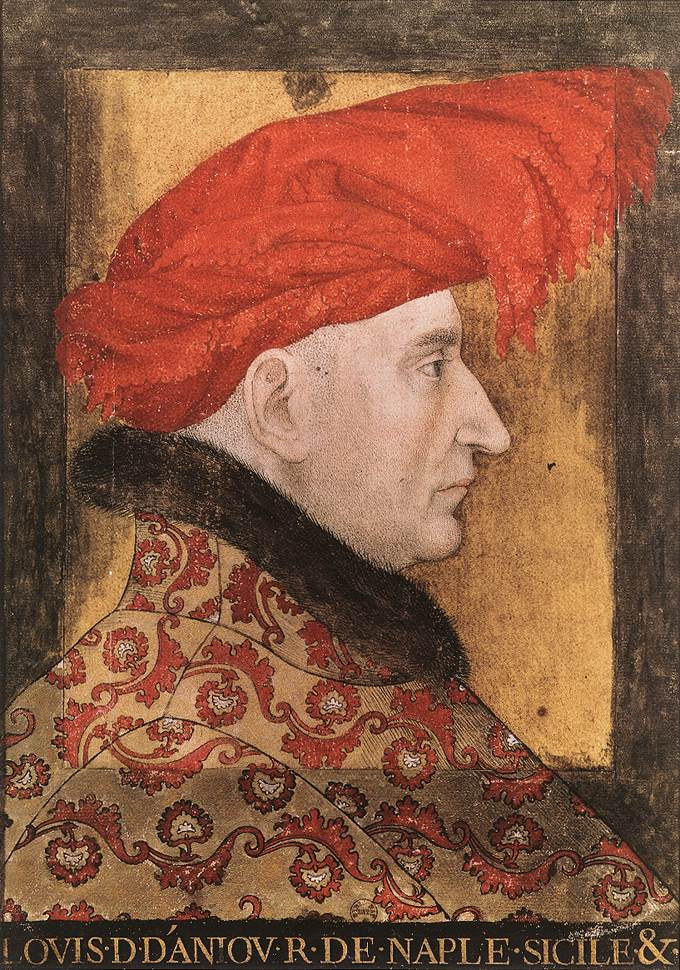
Louis II, duc d'Anjou.
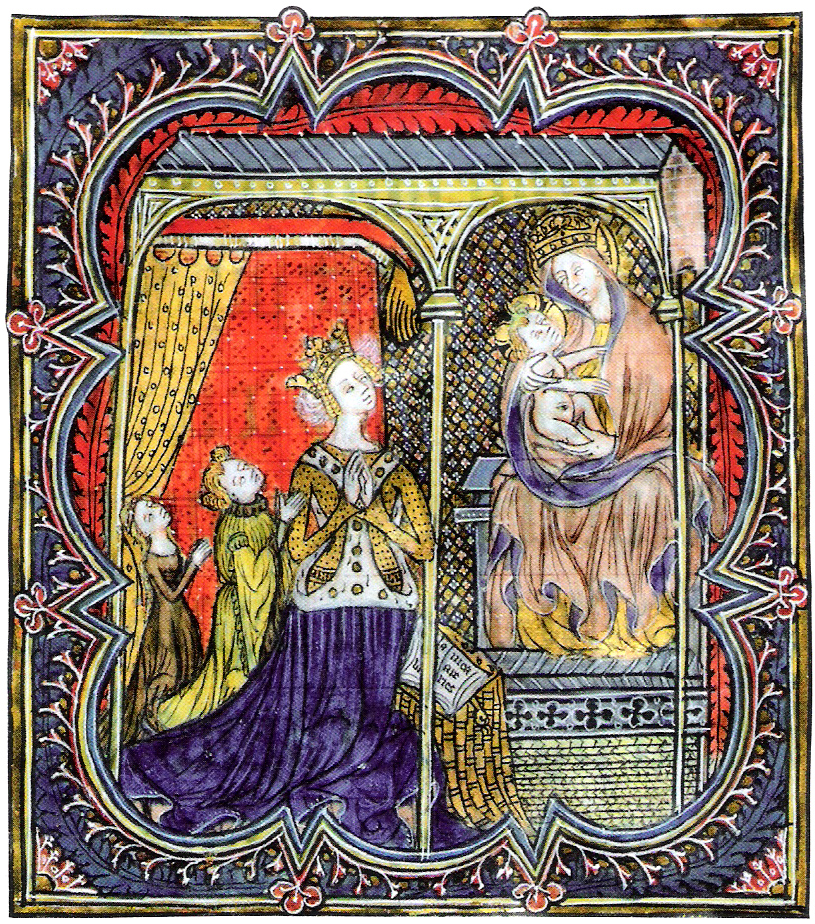
Yolande d'Aragon.
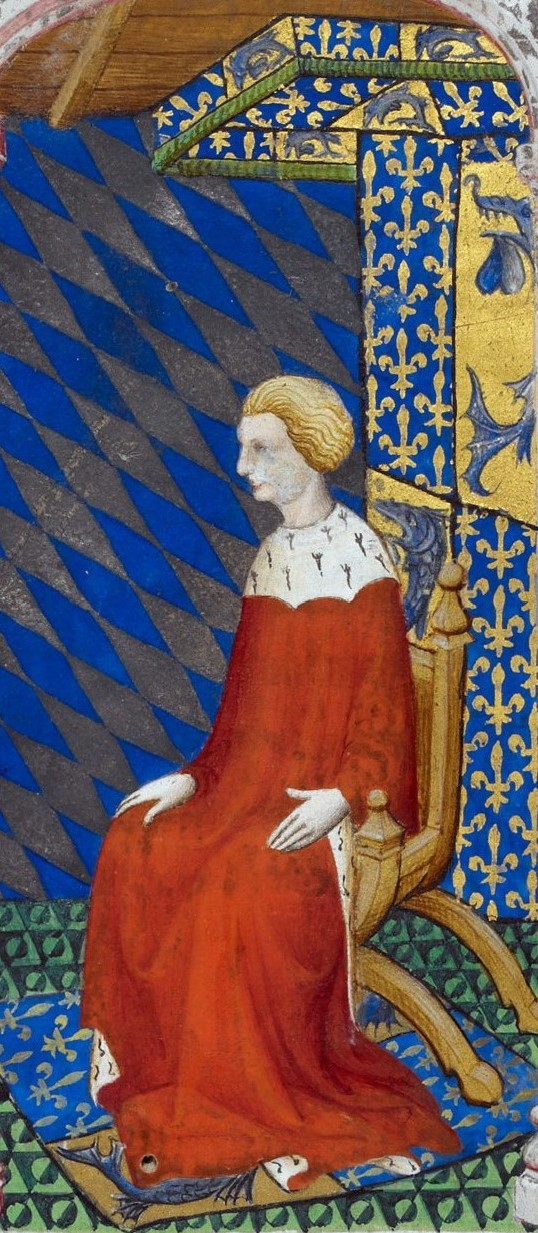
Le dauphin Louis, duc de Guyenne.

À l'initiative de Yolande d'Aragon, Charles de Ponthieu était rentré à Paris au début de l'année 1416, pour assister au Conseil de Régence présidé par son futur beau-père le duc Louis II d'Anjou. À l'hôtel Saint-Pol, il est placé sous la tutelle de son père Charles VI, dont l'état de démence s'est aggravé.
Le dauphin Louis, duc de Guyenne était mort prématurément le 18 décembre 1415 d'un mal mystérieux, à l'âge de 18 ans. Il a été remplacé par son frère Jean, duc de Touraine, qui a pris les titres de duc de Berry et de comte de Poitiers à la mort de son oncle, le duc Jean de Berry, décédé sans postérité le 17 juin 1416.
Or le nouveau dauphin, Jean de Touraine, qui succède à feu son frère, le duc de Guyenne, vit à la cour de Hainaut chez son beau-père le comte Guillaume IV de Hainaut. Il fait l'objet des assiduités du duc de Bourgogne, Jean sans Peur, qui tente par tous les moyens de se rapprocher du Conseil de régence à Paris.
Le dauphin Jean de Touraine se dirige vers Paris, accompagné par le comte Guillaume de Hainaut. Il séjourne seul à Compiègne, en attendant que son beau-père négocie les modalités de son arrivée à Paris. Ce dernier entre donc à Paris et demande que la ville accueille son gendre, accompagné par le duc de Bourgogne, Jean sans Peur. Faute de quoi, le duc Guillaume de Hainaut déclare qu'il a l'intention de retourner en Hainaut avec son protégé.
En revenant à Compiègne, le comte Guillaume de Hainaut retrouve le dauphin Jean de Touraine gravement malade. Ce dernier succombe prématurément le 5 avril 1417 d'un mal mystérieux, à l'âge de 18 ans. Cette disparition fait de Charles de Ponthieu le nouveau dauphin, et le dernier espoir de la dynastie de Valois. Il hérite le titre de duc de Berry de son frère défunt.

## Héritier du trône de France

### Dauphin de France
Charles, comte de Ponthieu, dernier héritier vivant de la couronne de France, devient dauphin de France, sous la dénomination traditionnelle de dauphin de Viennois, à l'âge de 14 ans, à partir du 5 avril 1417. Dès le décès de son futur beau-père, le duc d'Anjou, survenu le 29 avril 1417, Charles de Ponthieu le remplace à la présidence du conseil de régence. Or, sa mère, Isabeau de Bavière, prétend assumer seule la direction de la régence, sous l'influence du duc de Bourgogne, Jean sans Peur. Pour s'en débarrasser, son fils Charles l'envoie sous bonne garde à Tours, en résidence surveillée par les Armagnacs : elle ne pardonnera jamais au dauphin cette mésaventure.
Le dauphin prend part à la régence du royaume avec ses conseillers Armagnacs. Il est fait duc de Touraine, duc de Berry et comte de Poitiers (sous le nom de Charles II de Poitiers). En mai 1417, il est nommé lieutenant-général du royaume, chargé de suppléer son père en cas d'empêchement. Il bénéficie de la garde rapprochée de quelques officiers de la couronne affiliés au parti d'Armagnac.
Cependant, le duc de Bourgogne, Jean sans Peur vient de libérer la reine Isabeau de sa prison tourangelle. Il l'installe à Troyes le 23 décembre 1417, après l'avoir ralliée à sa cause contre le dauphin. Il publie un manifeste pour réclamer les pleins pouvoirs, eu égard à la maladie du roi et à la jeunesse du dauphin.
Jean sans Peur décide de prendre le contrôle de la situation à Paris en enlevant le dauphin Charles et en éliminant les Armagnacs, afin d'assumer seul la régence du royaume.

### Le refuge de Bourges

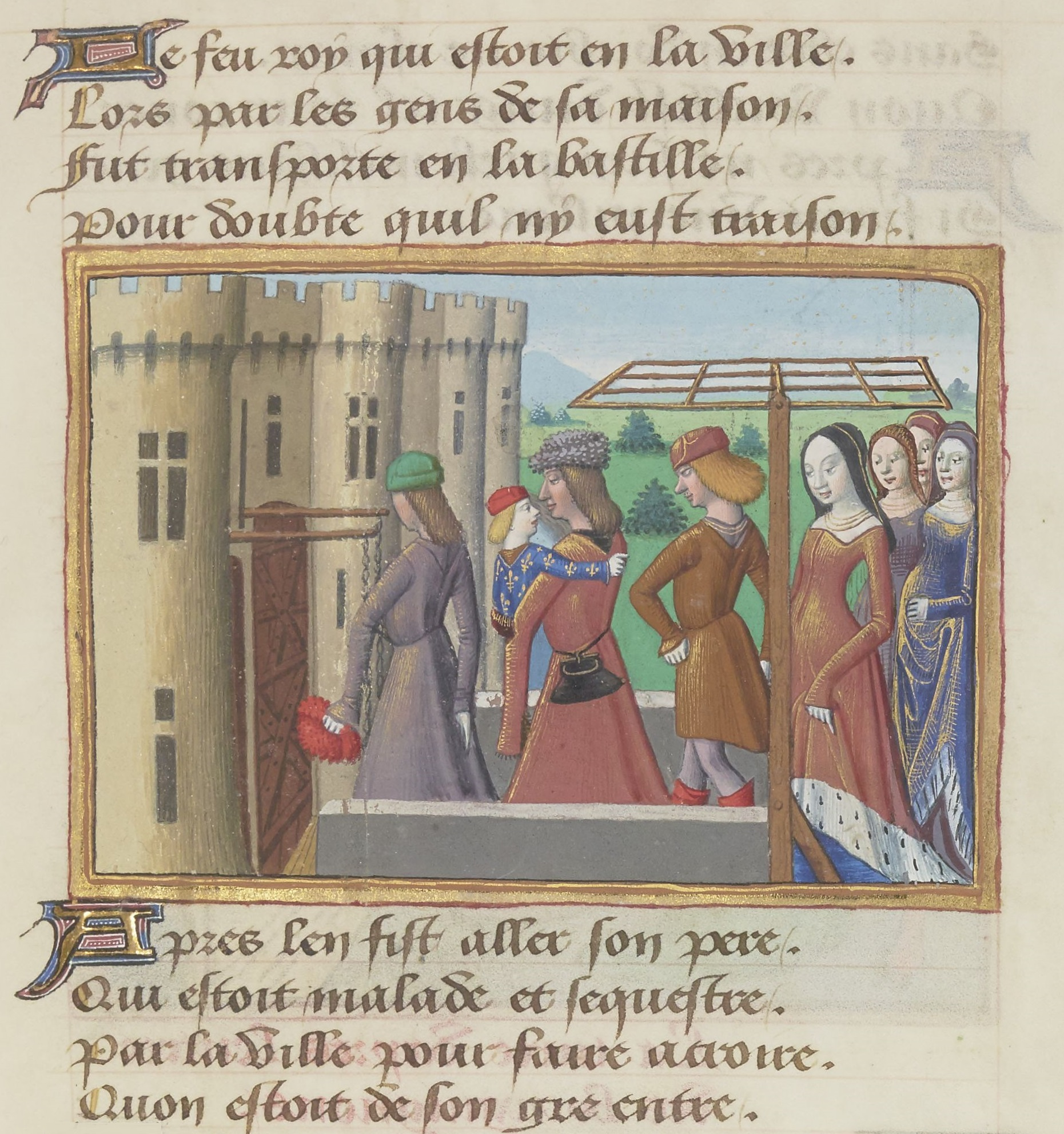
Lors de la prise de Paris par les Bourguignons, Tanneguy du Chastel emporte le dauphin à la Bastille Saint-Antoine. Alors âgé de quinze ans, Charles est figuré ici comme un petit enfant en chemise fleurdelysée. Enluminure des Vigiles de Charles VII, vers 1484, BnF, ms. Français 5054,.

Durant la nuit du 29 mai 1418, en pleine guerre civile entre Armagnacs et Bourguignons, Paris est envahi par les gens du duc de Bourgogne, menés par Jean de Villiers de L'Isle-Adam. Le prévôt de Paris, Tanneguy du Chastel, assisté par les officiers de la couronne chargés par le roi Charles VI de la protection rapprochée du dauphin, se précipite alors à l'hôtel Saint-Pol, où réside l'héritier du trône de France. Il tire le dauphin endormi de son lit, l'emmitoufle dans sa robe à relever de nuit et le conduit à la Bastille Saint-Antoine, issue orientale des fortifications parisiennes. De là, le prévôt est en mesure d'envoyer Charles vers Melun, lui permettant ainsi d'échapper à l'influence de Jean sans Peur. Entretemps, devenus maîtres de la capitale, les Bourguignons procèdent au massacre du chancelier de France, Henri de Marle, du connétable de France, le comte d'Armagnac et de leurs partisans armagnacs.
Le dauphin, âgé de quinze ans, se réfugie à Bourges, capitale de son duché de Berry, pour y organiser la résistance contre les Bourguignons et les Anglais.
Le dauphin Charles de Ponthieu trouve refuge dans l'ancien palais de son oncle Jean Ier de Berry, mort en 1416. Il est entouré des fidèles officiers de la couronne affiliés au parti d'Armagnac, ce qui lui vaut, de la part des chroniqueurs bourguignons, le sobriquet péjoratif de « roi de Bourges », tandis que ses conseillers sont traités d'« aventuriers sans scrupules », « avides de pouvoir » et accusés de « cupidité » par les dits chroniqueurs bourguignons, aux ordres de Jean sans Peur. Les mêmes chroniqueurs répandent le bruit que le jeune dauphin est totalement livré à l'influence de ses conseillers et qu'il manque singulièrement de caractère. Le parcours de Charles VII prouvera au contraire sa conduite avisée.
Il apparaît comme l'héritier légitime du royaume de France dont il porte toujours le titre de lieutenant-général du royaume, conféré par son père, Charles VI. Il est allié des Armagnacs et hostile à la politique du duc de Bourgogne, Jean sans Peur, secrètement allié des Anglais. Le dauphin Charles établit le Parlement à Poitiers, et la Cour des comptes à Bourges. Il prend les armes pour reconquérir son royaume. Entouré de grands féodaux et de chefs de guerre, il soumet plusieurs villes telles que Tours, Melun, Meaux, Compiègne et Montereau. C'est lors du siège de Tours, que le dauphin se proclame régent du royaume de France, au grand dam de Jean sans Peur.

Bannière du dauphin Charles lors de son entrée (adventus) à Bourges le 14 mars 1419[18].
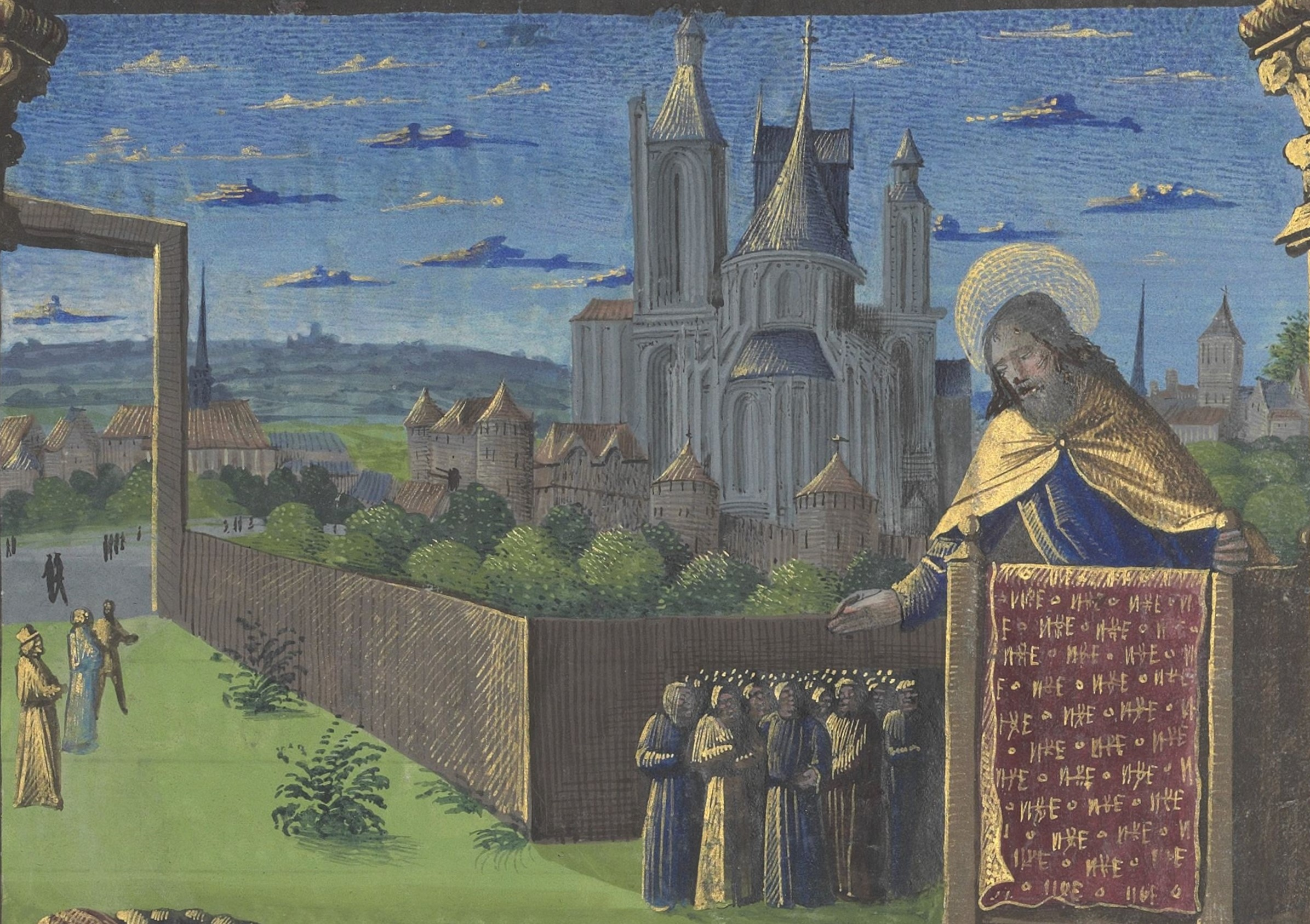
Représentation de la cathédrale Saint-Étienne de Bourges au XVe siècle, détail d'une enluminure ornant les Heures de Louis de Laval, fo 265 ro, Paris, BNF, vers 1469-1485.

### Traité de Saint-Maur

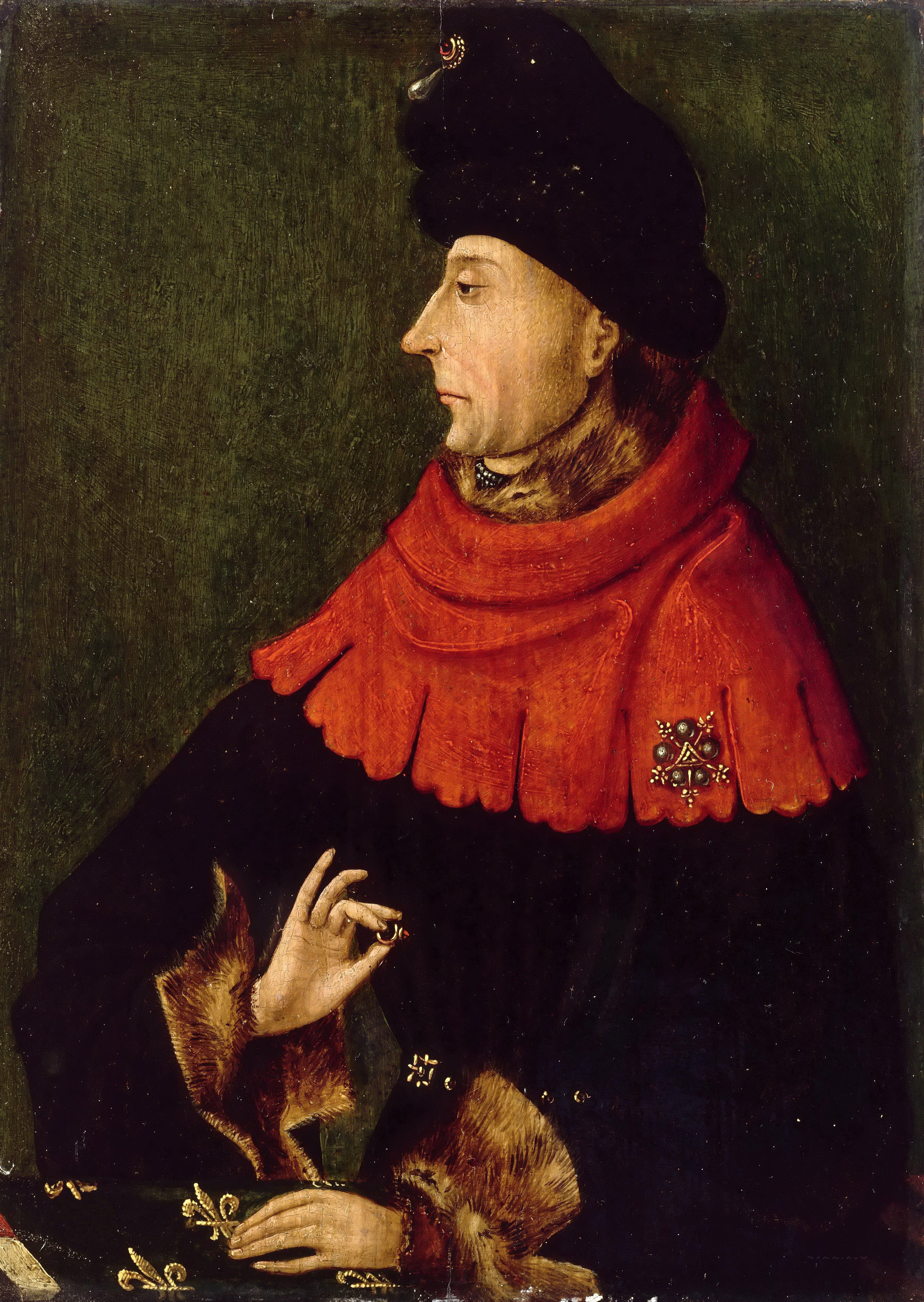
Portrait de Jean sans Peur, duc de Bourgogne.
Paris, musée du Louvre, début du XVe siècle.

Les Bourguignons occupant les environs de Paris sont cernés par les Armagnacs. Jean sans Peur, soucieux de prendre le contrôle sur le dauphin réfugié à Bourges, va tenter une première action diplomatique en ratifiant avec la reine Isabeau de Bavière et le duc Jean V de Bretagne le 16 septembre 1418 le traité de Saint-Maur.
Par ce traité, concocté en dehors du roi Charles VI et du dauphin de France, Jean sans Peur et Isabeau de Bavière proposent d'accorder leur pardon aux Armagnacs pour tous les maux dont ils seraient coupables. Ils sont accusés, notamment, d'avoir empoisonné les deux premiers dauphins de France, Louis de Guyenne (mort en 1415) et Jean de Touraine (mort en 1417), et de détenir en otage à Bourges le dernier dauphin survivant, en la personne du dauphin Charles, dans l'intention de le livrer ultérieurement aux Anglais. En contrepartie, le dauphin et ses conseillers Armagnacs sont priés de se soumettre aux volontés de Jean sans Peur et d'Isabeau de Bavière en signant le traité de Saint-Maur et en renonçant à toute résistance.
Le duc Jean V de Bretagne, envoyé le 22 septembre 1418 en ambassade par Jean sans Peur, rencontre le dauphin à Saumur pour tenter de lui faire entériner ce traité. Mais le dauphin n'est pas dupe des intentions de son cousin bourguignon et il n'entend pas désavouer ses conseillers Armagnacs. Assisté de Jean Louvet, président de Provence, et de ses conseillers, il n'accepte aucune capitulation : il refuse de le ratifier et le traité va rester caduc.

### Traité du Ponceau (Pouilly-le-Fort)
Cependant, Jean sans Peur est toujours soucieux de faire rapatrier le dauphin à Paris sous la tutelle de son père, pour mieux le contrôler, comme il l'avait déjà fait avec les deux dauphins précédents. En vain, car Charles est déjà en campagne pour recouvrer son royaume.
L'alliance entre les Bourguignons et les Anglais se délite devant les ambitions du roi Henri V d'Angleterre. Jean sans Peur décide alors de négocier directement avec le dauphin et avec ses conseillers un traité d'alliance contre les Anglais.
Une première rencontre a lieu le 8 juillet 1419 à Pouilly-le-Fort. Elle se solde par un traité provisoire signé le 11 juillet 1419, connu sous le nom de paix du Ponceau, qui devra être confirmé ultérieurement. Jean sans Peur, conscient de l'hostilité des Armagnacs à son encontre, a pris la précaution de faire co-signer et sceller le traité par les conseillers du dauphin, en leur faisant prêter serment sur les Saintes Écritures et sur de saintes reliques, en la présence de prélats bourguignons, sous peine d'être taxés de crime de lèse-majesté en cas de parjure.
Jean sans Peur prend l'engagement de rompre toutes ses relations avec les Anglais et de dégager les places qu'il occupe autour de Paris. Il est convenu qu'une deuxième rencontre doit être programmée afin de consolider cette alliance contre les Anglais. Étant précisé que Jean sans Peur a toujours en vue de faire revenir le dauphin à Paris, sous la tutelle royale, lorsque cet engagement sera respecté.

### Montereau: assassinat de Jean sans Peur

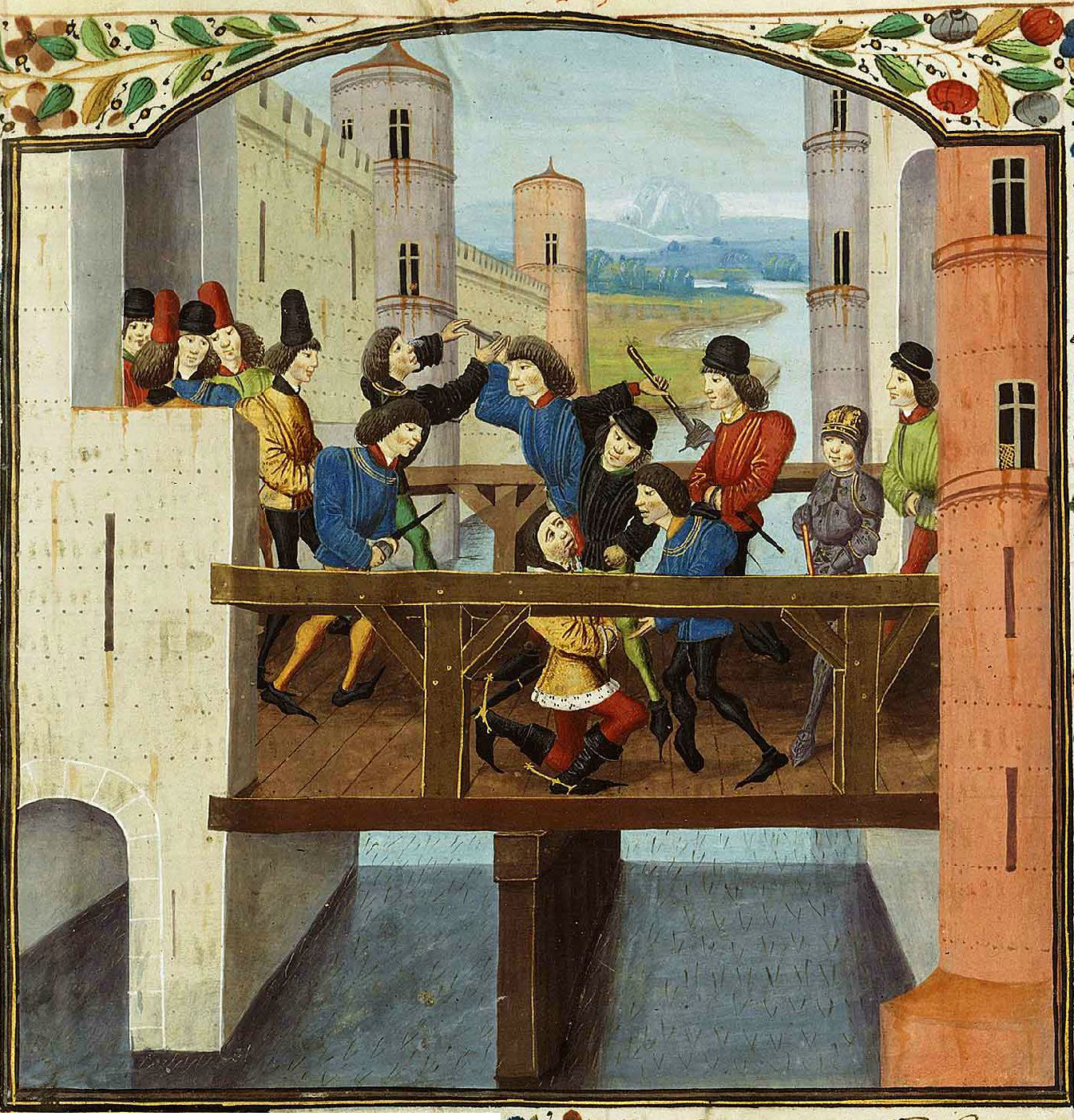
Assassinat de Jean sans Peur sur le pont de Montereau.
Enluminure peinte par le Maître de la Chronique d'Angleterre pour un manuscrit des Chroniques d'Enguerrand de Monstrelet, vers 1470 – 1480. Paris, BNF, Ms. fr. 2 680, 288.

La seconde rencontre entre le dauphin de France et le duc de Bourgogne Jean sans Peur a lieu le 10 septembre 1419, à Montereau, résidence royale où s'est transporté le dauphin, entouré de sa garde. On dresse un enclos au milieu du pont sur l'Yonne qui relie le château à la ville de Montereau : le dauphin et Jean sans Peur s'y retrouvent avec chacun 10 hommes armés, le gros de chaque troupe attendant sur l'une et l'autre rive. La discussion est orageuse : le dauphin reprocherait à son cousin de maintenir secrètement son alliance avec les Anglais et de ne pas avoir retiré ses garnisons, en dépit du traité provisoire de Pouilly. Ce dernier répliquerait qu'il avait fait ce qu'il avait à faire ! Les entourages sont nerveux et, alors que le ton monte, les hommes d'armes brandissent leur épée. Tanguy du Châtel, qui avait sauvé le jeune prince lors de l'entrée des Bourguignons à Paris en 1418, écarte le dauphin de la mêlée. Jean sans Peur est tué.
Les Bourguignons vont accuser le dauphin d'assassinat prémédité. Celui-ci s'en défendra et devra affronter longtemps la vengeance du duc Philippe le Bon, fils de feu Jean sans Peur.

### Traité de Troyes
Dès la mort de son père, Philippe le Bon, prévenu par son ancien précepteur, Monseigneur de Thoisy, s'est allié avec les Anglais pour combattre le dauphin. Il cherche à se venger en s'associant avec le roi Henri V d'Angleterre et la reine Isabeau de Bavière pour éliminer le dauphin Charles de la succession du royaume de France.
Le 21 mai 1420, en pleine crise de folie, le roi de France Charles VI est représenté par Isabeau de Bavière. Elle confirme la destitution de son propre fils au profit du roi d'Angleterre et de ses héritiers légitimes, en signant avec le duc de Bourgogne, Philippe le Bon, et Henri V d'Angleterre, le traité de Troyes.
Ce traité tripartite stipule que la couronne de France sera cédée à Henri V d'Angleterre, à la mort du roi Charles VI, à condition que le roi d'Angleterre épouse une des filles du roi de France. Le dimanche de la Trinité, en l'église Saint-Jean-du-Marché de Troyes, son mariage est donc célébré avec Catherine de Valois (la propre sœur du dauphin Charles), dont il aura un fils : le futur Henri VI sera couronné — encore enfant — roi de France et d'Angleterre après la mort de son père le roi Henri V d'Angleterre, et celle de son grand-père le roi de France Charles VI, en vertu du traité de Troyes.
Le dauphin Charles, en évoquant l'incapacité mentale de son père, refuse les termes du traité de Troyes qui devait, selon les protagonistes, abréger la guerre.
Soulignant les déprédations des gens de guerre, Alain Chartier, poète et historiographe du futur Charles VII, écrit dans Le Quadrilogue invectif : « Nous allons comme la nef sans gouvernail et comme le cheval sans frein ».

## Roi de France

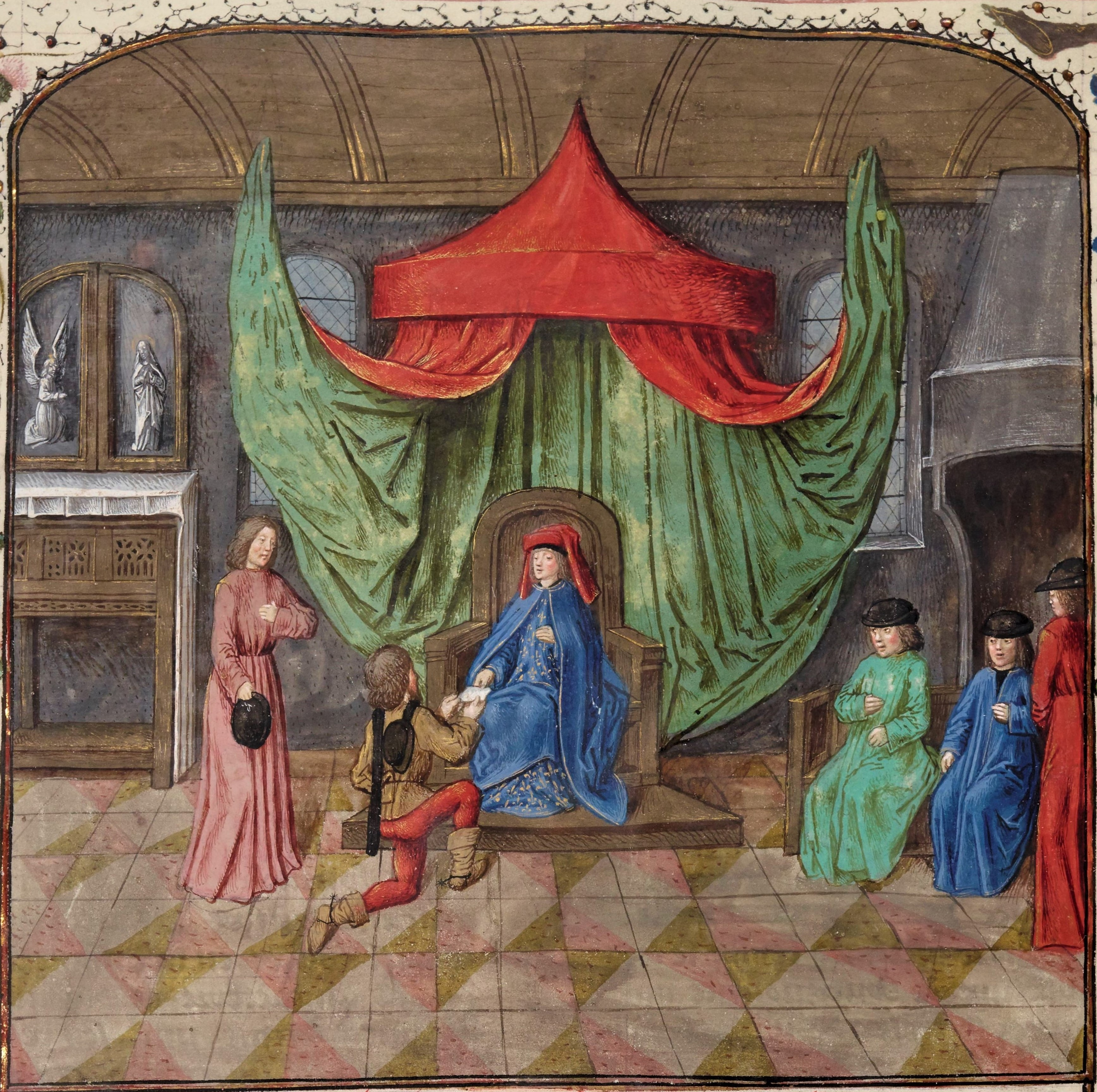
Un messager annonce la mort du roi Charles VI au dauphin Charles.
Enluminure ornant les Anciennes chroniques d'Angleterre de Jean de Wavrin, Paris, BnF, ms. Français 82, vers 1470-1490.

### Mort deCharlesVI
Bien que le traité de Troyes organise la future succession du roi Charles VI au profit du roi d'Angleterre, Henri V, ce scénario n'a pas lieu car Henri V meurt le 31 août 1422 au château de Vincennes, avant que Charles VI ne trépasse à l'hôtel Saint-Pol de Paris moins de deux mois plus tard, le 21 octobre 1422.
Il s'ensuit que le jeune Henri VI d'Angleterre, bébé de neuf mois, succède à son père comme roi d'Angleterre le 1er septembre 1422 et qu'il double la mise le 22 octobre 1422 en devenant également roi de France, sous la régence de son oncle paternel le duc de Bedford qui va gouverner à Paris.
Le dauphin se proclame roi de France sous le nom de Charles VII le 30 octobre 1422, mais il est alors dans l'impossibilité de respecter la tradition en se faisant sacrer en la cathédrale de Reims, en présence des chevaliers de la Sainte Ampoule, car le pays est infesté par les troupes ennemies. Il siège pour la première fois en majesté, en compagnie de son épouse, Marie d'Anjou en la cathédrale Saint-Étienne de Bourges.

### Traité d'Amiens (1423)
Le 17 avril 1423, une triple alliance est programmée, dans le cadre du Traité d'Amiens, contre le roi Charles VII, entre Jean de Lancastre, duc de Bedford, régent des royaumes d'Angleterre et de France, représentant son neveu Henri VI d'Angleterre (âgé d'un an), Philippe le Bon, duc de Bourgogne et Jean V, duc de Bretagne. Ce dernier parviendra toutefois à un compromis en 1425, en acceptant de rompre cette alliance au profit du roi Charles VII, par l'entremise de Yolande d'Aragon, duchesse d'Anjou.

### Alliance franco-bretonne par l'entremise de la maison d'Anjou
Le roi Charles VII doit affronter les Anglais et les Bourguignons dans de durs combats pour recouvrer l'intégralité du royaume de France.
De 1422 à 1425, Charles VII consolide ses positions. Il contrôle le Berry, la Touraine, le Poitou, l'Aunis, et la Saintonge, l'Auvergne et le Limousin, Lyon, le Dauphiné, le Languedoc, l'Agenais, le Rouergue et le Quercy. L'Anjou, le Maine, le Bourbonnais, l'Orléanais et le Vendômois sont également placés sous son contrôle.

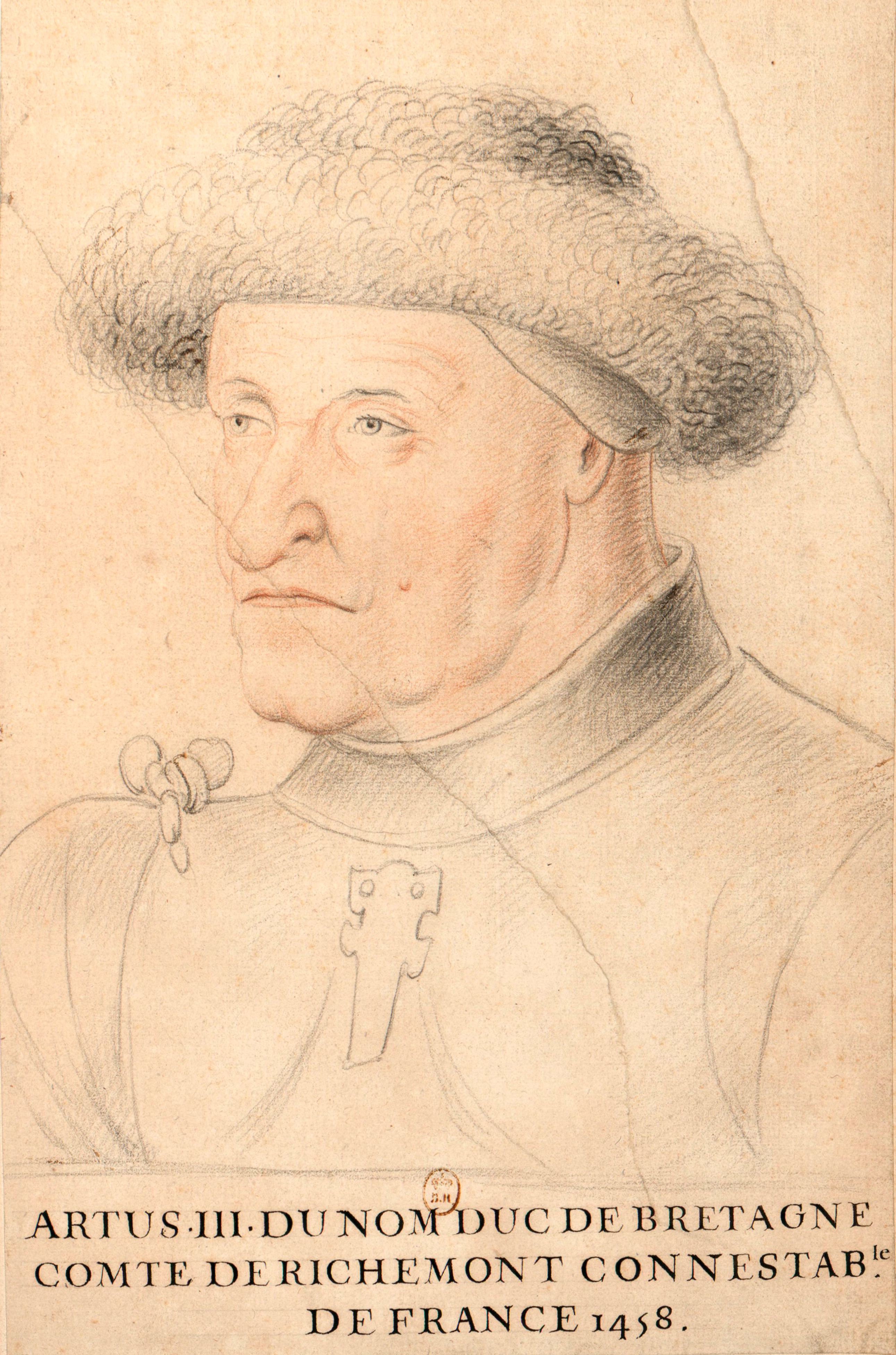
Arthur, comte de Richemont, connétable de France (1458). Dessin aquarellé, Paris, BnF, collection Gaignières.

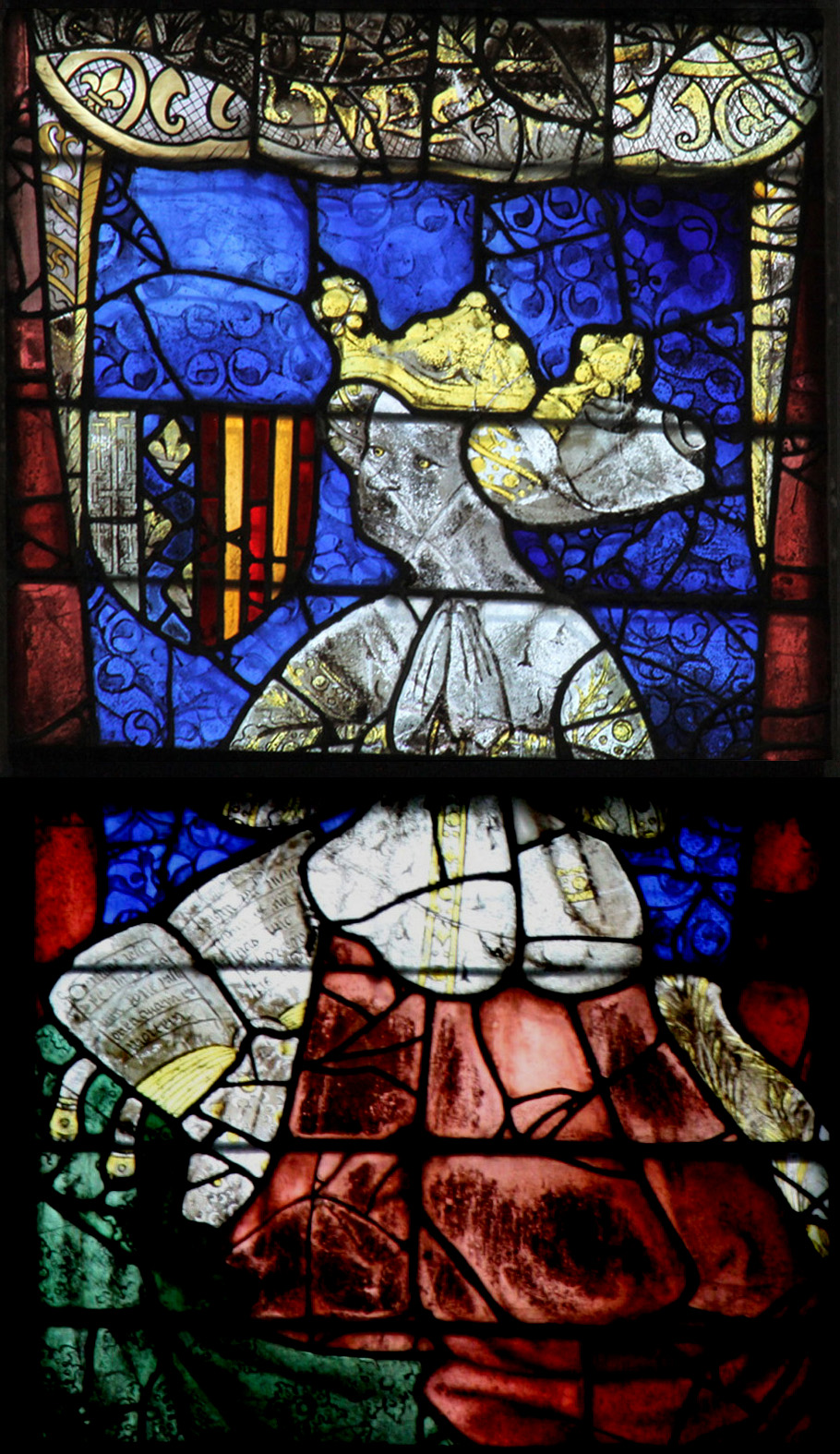
Yolande d'Aragon, duchesse d'Anjou. Verrière (registre inférieur) du bras nord du transept de la cathédrale Saint-Julien du Mans.

Très affaibli sur le plan militaire consécutivement à la défaite des troupes royales à Verneuil le 17 août 1424, Charles VII recherche de nouveaux appuis politiques. Il se tourne donc vers sa belle-mère, Yolande d'Aragon, dirigeante de la maison d'Anjou et reine de Sicile, qui l'incite depuis 1423 à une alliance avec le duc Jean V de Bretagne. Soucieuse des bons rapports entre les duchés voisins d'Anjou et de Bretagne, la reine de Sicile pousse son beau-fils à privilégier et à entériner ses propres intérêts diplomatiques,,.
La politique prônée par les maisons alliées d'Anjou et de Bretagne revendique le retour à une concorde idéale entre les princes, l'entrée des grands feudataires au Conseil royal ainsi que la poursuite de la guerre contre les Anglais. En mars 1425, Charles VII accepte de remettre l'épée de connétable de France à Arthur de Richemont, frère cadet du duc Jean V de Bretagne. En plaçant ainsi le prince breton à la tête de son armée, le roi consent au rapprochement de la couronne avec les duchés de Bourgogne et de Bretagne. En effet, Arthur de Richemont est non seulement le frère du duc de Bretagne, mais également l'époux de Marguerite, sœur du duc Philippe de Bourgogne. Partant, les liens familiaux de Richemont sont censés faciliter les démarches diplomatiques du roi de France auprès des ducs Philippe de Bourgogne et Jean de Bretagne, ses ennemis déclarés après le meurtre de Montereau en 1419 pour l'un et le complot des Penthièvre en 1420, pour l'autre.
Devant l'exigence des ducs de Bourgogne et de Bretagne, en gage de bonne volonté, Charles VII se résigne à écarter de son Conseil ses fidèles conseillers de la première heure, accusés d'implication dans la mort de Jean sans peur, vis-à-vis des Bourguignons et du soutien de la Maison de Penthièvre, vis-à-vis des Bretons. Parmi les conseillers forcés de quitter la cour royale, on compte Tanguy du Chastel, Béraud d'Auvergne, Hardouin de Maillé, Robert Le Maçon, ainsi que Jean Louvet, seigneur de Mérindol, ancien président de la chambre des comptes d'Aix-en-Provence et Pierre Frotier, commandant de la garde royale et grand maître de l'écurie du roi.
Le médiéviste Olivier Bouzy note que la politique du connétable de Richemont se heurte à des relations difficiles avec le roi de France : « Il va sans dire que cette vision idyllique d'une grande aristocratie luttant réconciliée et sans arrière-pensée pour le salut du royaume était d'une grande naïveté : c'était le rêve du retour au bon temps du roi Saint Louis, que les Bourguignons vantaient depuis le temps de l'ordonnance cabochienne. Le duc de Bourgogne, qui avait d'autres objectifs politiques, fit capoter les rêves de Richemont (...). »
L'alliance avec le duché de Bretagne renforce les armes de France, nonobstant quelques atermoiements relevés de part et d'autre au fil des années. De 1425 à 1429, les troupes royales confrontées aux Anglais et aux Bourguignons, subissent des revers entrecoupés de quelques victoires… Le sort du royaume de France semble indécis.
En 1428, les troupes royales conquièrent Chinon afin de soustraire ce fief royal au contrôle du connétable Arthur de Richemont, alors brouillé avec Charles VII. L'année suivante, le château de Chinon héberge essentiellement les conseillers et les capitaines du souverain, tandis que la reine de France, Marie d'Anjou et son fils, le dauphin Louis (futur roi Louis XI), s'abritent au château de Loches. L'image d'une cour royale s'adonnant aux festivités, au temps du siège d'Orléans, relève d'une idée reçue, façonnée ultérieurement d'après des chroniques dénonçant les voluptés d'un Charles VII bien plus mûr,.
Les Anglais reviennent en force et le 4 septembre 1428 envahissent le Gâtinais. Ils investissent Beaugency, Notre-Dame de Cléry et d'autres places : leur objectif est de prendre Orléans et ses ponts, ville-clef de la défense française, vrai verrou sur la Loire.
Le 1er octobre 1428, pour faire face au péril, Charles VII réunit les états généraux à Chinon, afin d'obtenir les ressources nécessaires pour résister à l'ennemi. Il obtient à la fois des subsides et des renforts qui serviront utilement à la défense de la ville d'Orléans.

### Jeanne d'Arc à Chinon

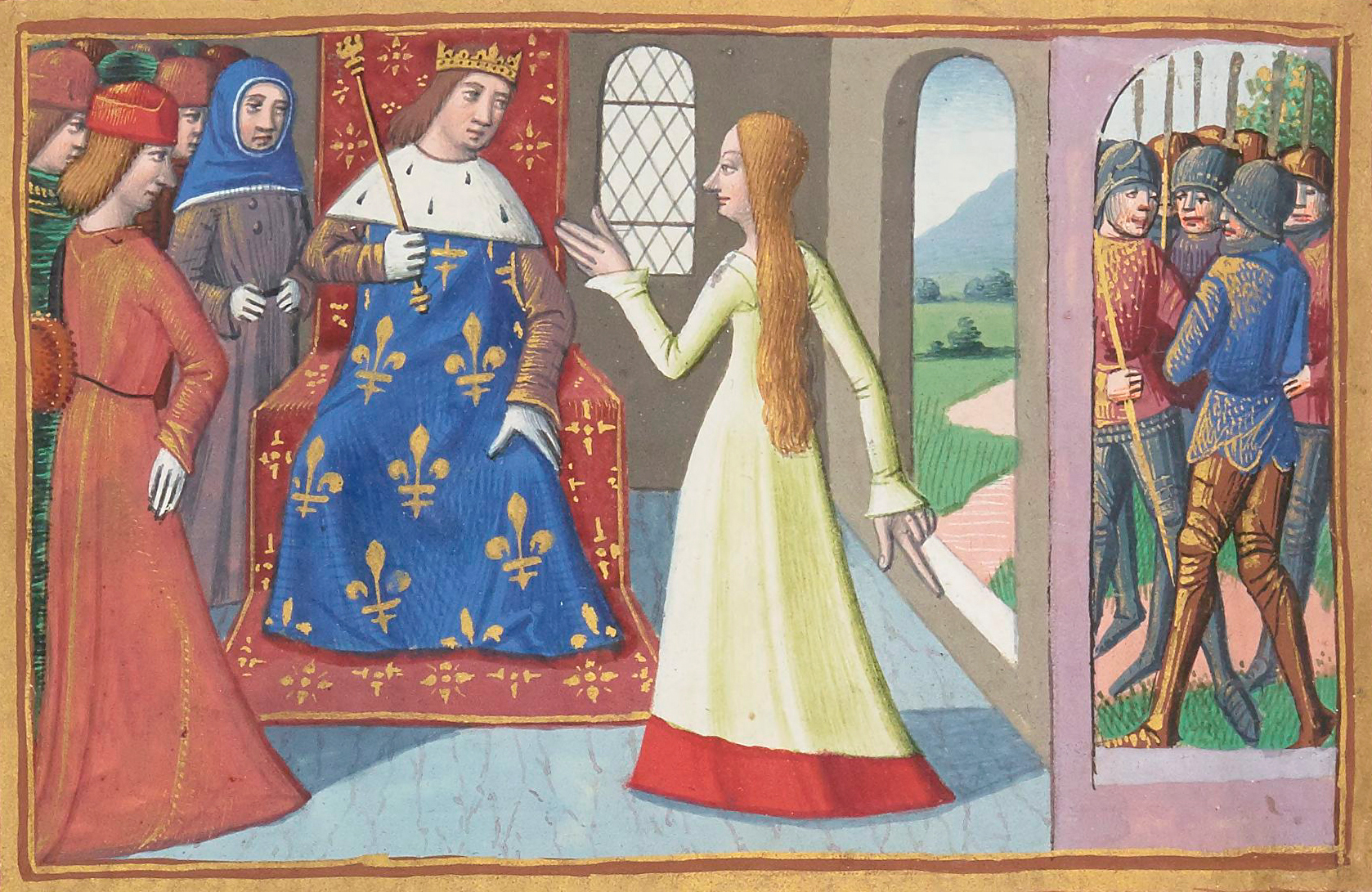
Jeanne d'Arc convainc le roi Charles VII et son Conseil de poursuivre le siège de Troyes. Enluminure du manuscrit Les Vigiles de la mort de Charles VII de Martial d'Auvergne, Paris, BnF, département des manuscrits, fin du XVe siècle.

Le royaume de France en 1429.

Le duc de Bedford, régent des royaumes de France et d'Angleterre, met le siège devant Orléans, et veut poursuivre jusqu'à Bourges pour s'emparer du roi Charles VII. Mais celui-ci s'était d'ores et déjà réfugié à Chinon. C'est dans le château de Chinon que le 25 février 1429, une jeune fille vient le trouver et lui demande audience. Elle lui dit : « Gentil dauphin, je te dis de la part de Messire Dieu que tu es vrai héritier du trône de France. »
Cette jeune fille de seize ans lui affirme qu'elle a eu des visions qui lui ont intimé l'ordre de sauver Orléans et de le faire sacrer roi de France. Charles VII la fait examiner par des ecclésiastiques, qui se montrent convaincus de sa sincérité et de sa catholicité. Cette jeune fille, qui dit venir de Lorraine (en fait du Barrois) et s'appeler Jeanne d'Arc, pousse Charles à se faire sacrer roi à la cathédrale de Reims, en présence des chevaliers de la Sainte Ampoule, et à lever son armée pour « bouter les Anglais hors de France. »

### Siège d'Orléans
Commencé en juillet 1428, le siège d'Orléans se poursuit pendant près de dix mois, entrecoupé de revers et de succès. Les Français, aux ordres de Jean de Dunois et leurs alliés écossais, conduits par John Stuart de Darnley, se font tailler en pièces lors de la journée des Harengs, du 12 février 1429. Mais les forces fidèles à Charles VII réagissent et le siège d'Orléans s'achève le 8 mai 1429 par une éclatante victoire française. Les historiens considèrent que cette victoire est due à Jeanne d'Arc et à son compagnon d'armes Dunois.
Après la levée du siège d'Orléans, Jeanne d'Arc participe sans interruption à des combats victorieux contre les Anglais au cours du mois de juin 1429 :
- le 10 juin à la bataille de Jargeau ;
- le 14 juin à la bataille de Meung-sur-Loire ;
- le 15 juin à la bataille de Beaugency ;
- le 18 juin à la bataille de Patay.

### Sacre deCharlesVIIà Notre-Dame de Reims

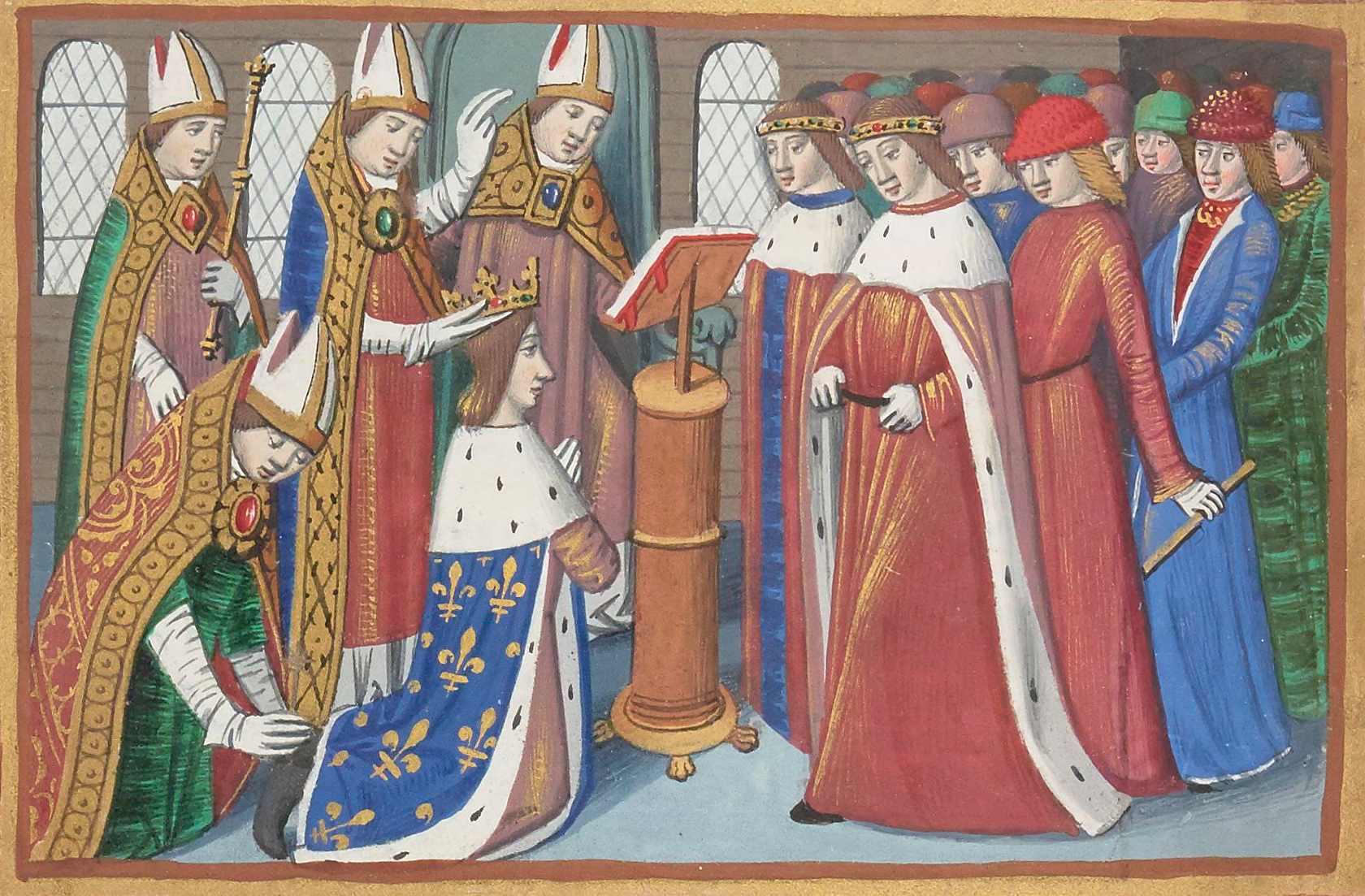
Sacre de Charles VII à Reims. Enluminure du manuscrit de Martial d'Auvergne, Les Vigiles de la mort de Charles VII, BnF, département des manuscrits, Ms. Français 5054,, vers 1484.

Jeanne d'Arc convainc ensuite Charles VII de se lancer avec elle dans une chevauchée vers Reims, en territoire contrôlé en partie par l'ennemi. Et Charles VII est sacré roi de France par monseigneur Regnault de Chartres, chancelier de France, dans la cathédrale Notre-Dame de Reims le 17 juillet 1429, en présence notamment de Jeanne d'Arc et — selon la tradition — des chevaliers de la Sainte Ampoule.

### Sacre d'HenriVIà Notre-Dame de Paris
De son côté, Henri VI d'Angleterre est sacré, à son tour, roi de France à l'âge de neuf ans en la cathédrale Notre-Dame de Paris, le 16 décembre 1431, par le cardinal de Winchester, entouré du duc de Bedford et de nombreux lords anglais.

### Capture, procès et mort de Jeanne d'Arc
Après une période de négociations et de trêves entre les Armagnacs et les Bourguignons, ces derniers rouvrent les hostilités. Le 10 mai 1430, Jean de Luxembourg entame le siège de Compiègne. Alertée par ses habitants, Jeanne d'Arc vient à leur secours à la tête de 400 lances. Mais, tombée dans une embuscade, elle devient prisonnière des Bourguignons. Elle est vendue aux Anglais, jugée à Rouen par le tribunal ecclésiastique présidé par l'évêque de Beauvais, Pierre Cauchon. Elle est condamnée à mort comme hérétique et relapse, et meurt brûlée vive à Rouen le 30 mai 1431, à l'âge de 19 ans.
Le roi Charles VII, après avoir libéré Rouen en 1449, fera ouvrir une enquête sur les circonstances de son procès et de son supplice. Il obtient pour celle qui l'avait si fidèlement servi une solennelle réhabilitation le 17 juillet 1456.
Depuis le XVe siècle, les historiens ont cherché à définir le rôle exact de ce personnage hors du commun. Sur le plan militaire, elle n'est pas considérée comme chef de guerre, mais plutôt comme l'auxiliaire de la victoire, par ses encouragements et ses incitations à se battre résolument contre les Anglais et leurs alliés bourguignons. Sur le plan politique, elle sert admirablement les desseins du roi Charles VII, au moment où il était atteint de découragement devant les progrès de l'ennemi et la faiblesse de son camp : cette jeune fille religieusement inspirée, énergique et enthousiaste, entraîne le roi vers un total changement de cap. Elle est surtout à l'origine de sa légitimation définitive en le faisant sacrer à Reims. Enfin, elle incarne le symbole de la résistance du peuple de France contre l'occupant étranger.

### Paix d'Arras
Longtemps indécis, Charles VII va exploiter l'extraordinaire élan suscité par Jeanne d'Arc pour asseoir son autorité et lancer la reconquête des territoires perdus sur les Anglais. Néanmoins, il sait qu'il ne peut rien tant que la guerre civile avec la Bourgogne ne sera pas terminée. Il entame donc des négociations avec le duc de Bourgogne, Philippe le Bon. N'attendant plus rien des Anglais et désirant se consacrer au développement de ses provinces, Philippe le Bon accepte de traiter avec Charles VII. Le 1er juillet 1435, sous la présidence des légats du pape et en présence de nombreux princes français et étrangers, le congrès de la paix entre Bourguignons et Armagnacs s'ouvre dans la ville d'Arras. Le roi Charles VII est représenté par le duc de Bourbon, le comte de Vendôme et le connétable de Richemont. De son côté, Philippe le Bon est accompagné de son fils, le futur duc de Bourgogne Charles le Téméraire et il est assisté du chancelier Rolin.
Le 21 septembre 1435, dans la liesse populaire, la paix d'Arras est proclamée en l'église Saint-Waast, mettant fin à la guerre civile déclenchée en 1407 entre les Armagnacs et les Bourguignons, à la suite de l'assassinat du duc Louis d'Orléans par les sbires du duc de Bourgogne, Jean sans Peur. Charles VII reconnaît officiellement Philippe le Bon comme souverain de la Bourgogne et le dispense personnellement de lui rendre hommage. Il lui cède également les comtés de Mâcon et d'Auxerre et lui vend plusieurs villes de la Somme, dont Amiens, Abbeville, Saint-Quentin. Le tribut à payer est lourd, mais pour Charles VII, le principal est ailleurs : il a désormais les mains libres et pourra affronter sereinement les Anglais.

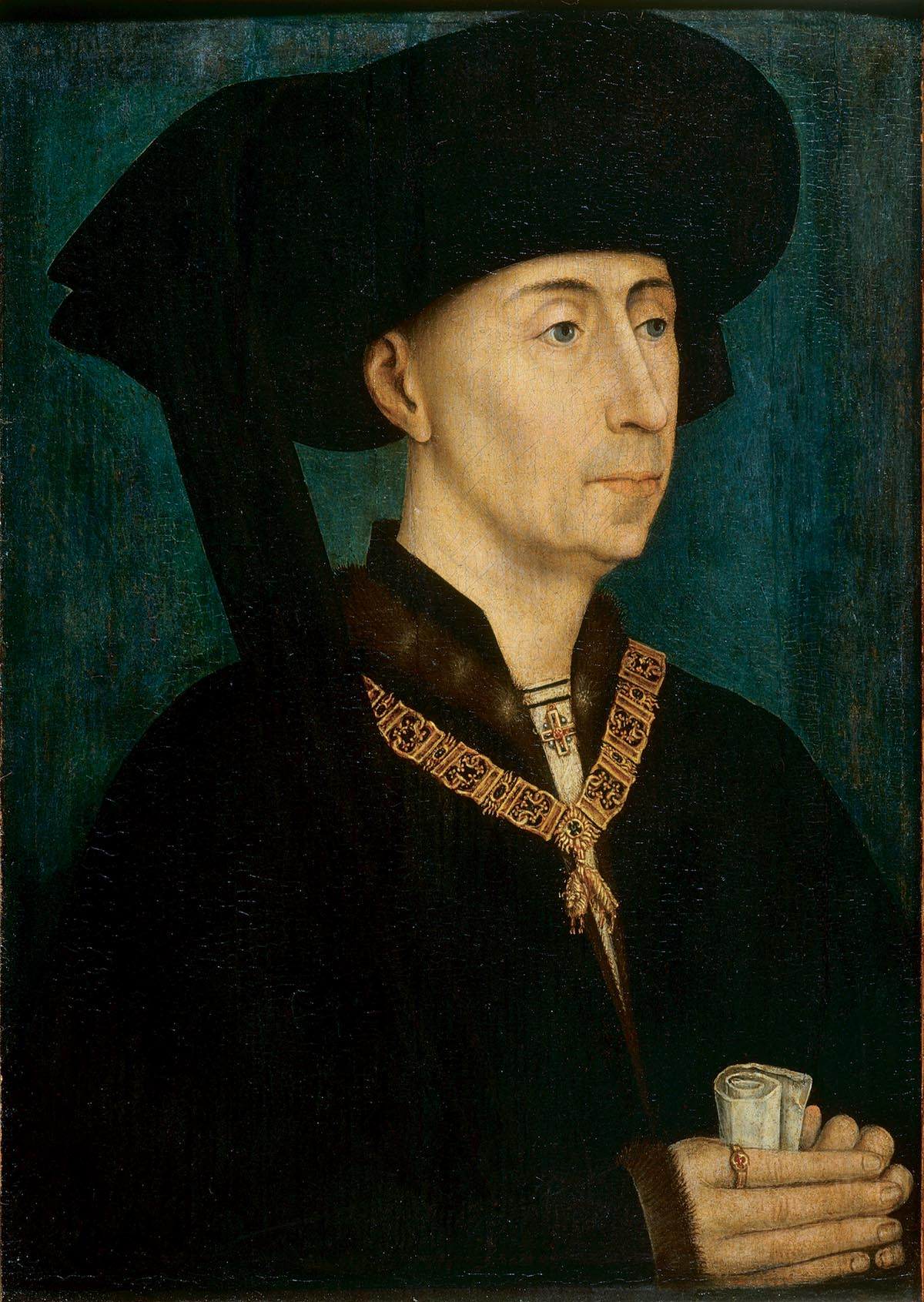
Philippe le Bon, duc de Bourgogne, portant le collier de l'ordre de la Toison d'or. Copie d'après Rogier van der Weyden, vers 1450, musée des beaux-arts de Dijon.
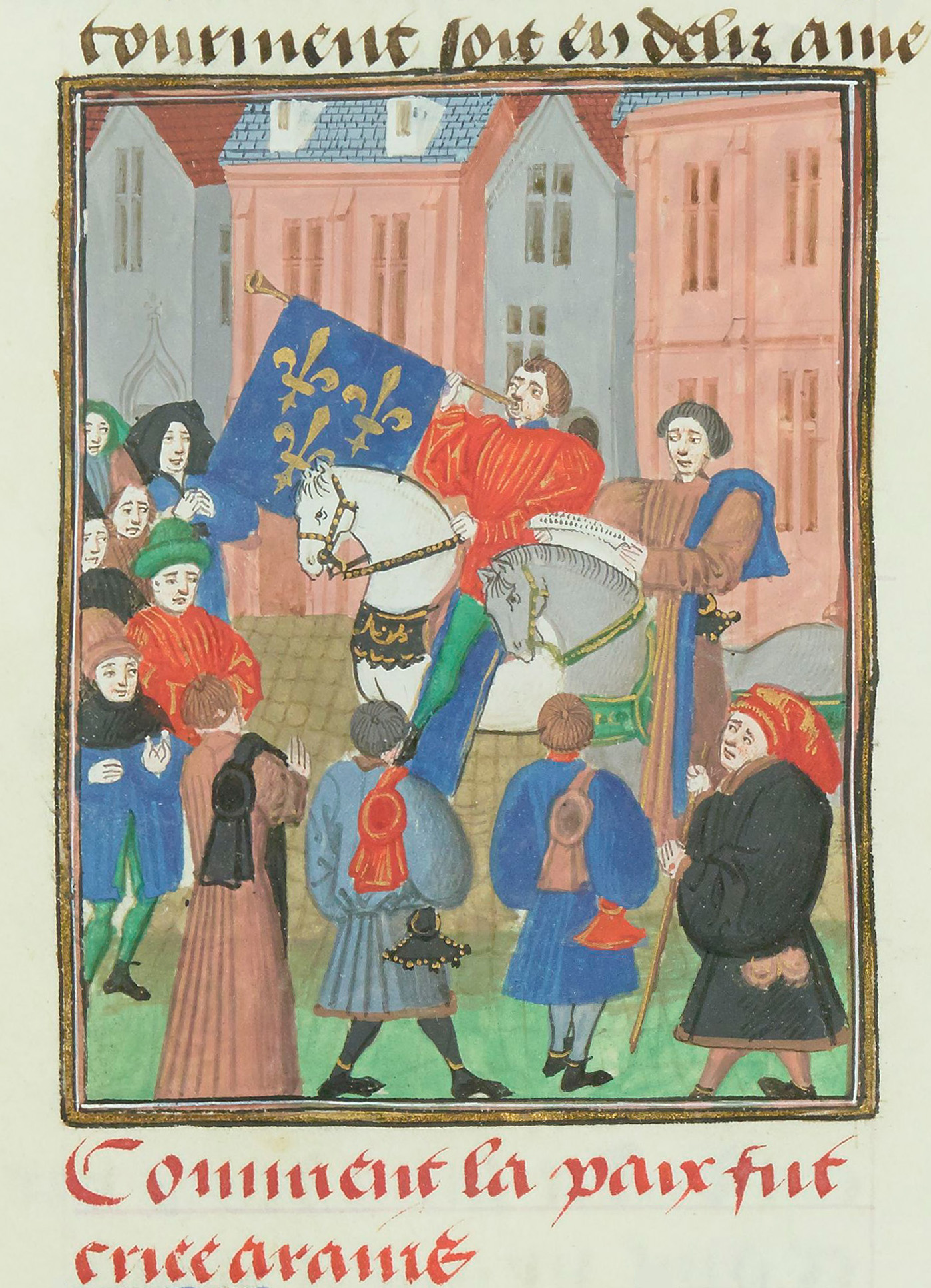
Proclamation de la paix consécutive au traité d'Arras. Enluminure ornant La Cronicque du temps de tres chrestien roy Charles, septisme de ce nom, roy de France par Jean Chartier, Paris, BnF.

### La «Pragmatique Sanction» de Bourges
En 1438, le roi Charles VII, soucieux d'affirmer son autorité sur l'Église de France, décide de convoquer une assemblée composée d'évêques, de religieux et de théologiens, ainsi que des représentants du pape Eugène IV, en la Sainte-Chapelle de Bourges, afin de bien définir et de renforcer les pouvoirs du roi de France face aux prérogatives du souverain pontife. La Pragmatique Sanction de Bourges, promulguée le 7 juillet 1438, lui permet ainsi de s'imposer comme le chef naturel de l'Église de France. Il détient désormais le pouvoir de désigner les principaux représentants du clergé français dans les abbayes et les différents sièges épiscopaux français, avec l'approbation des conciles et celle du souverain pontife. En outre, il a un droit de regard et d'intervention sur les modalités de la redistribution des redevances religieuses vers le Saint-Siège. C'est le premier pas vers une institution bien française connue sous le nom de gallicanisme.

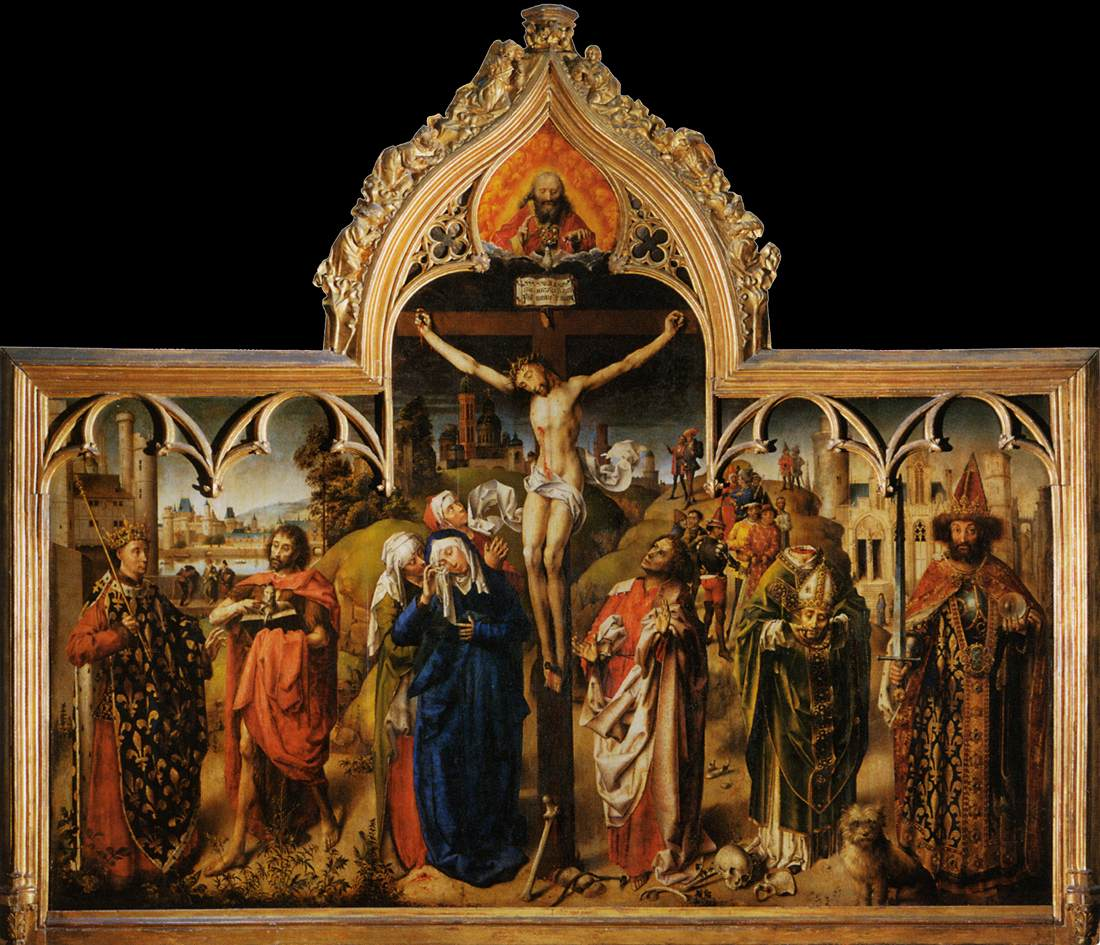
La Crucifixion du Parlement de Paris, tableau peint vers 1449 et attribué à André d'Ypres.
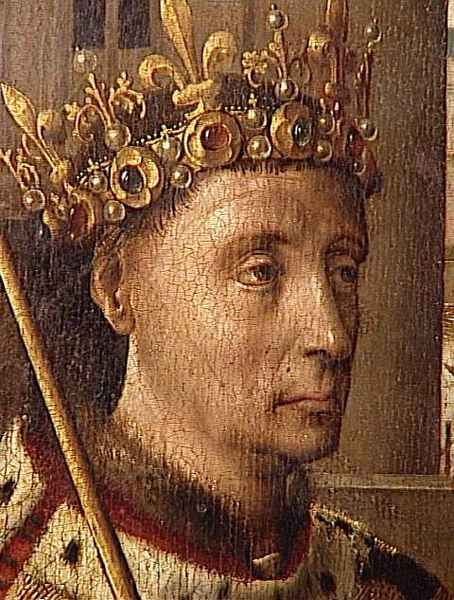
Détail du tableau précédent. Cette représentation de Saint Louis arbore peut-être les traits de Charles VII mais l'identification est controversée[34].

### Ordonnance d'Orléans

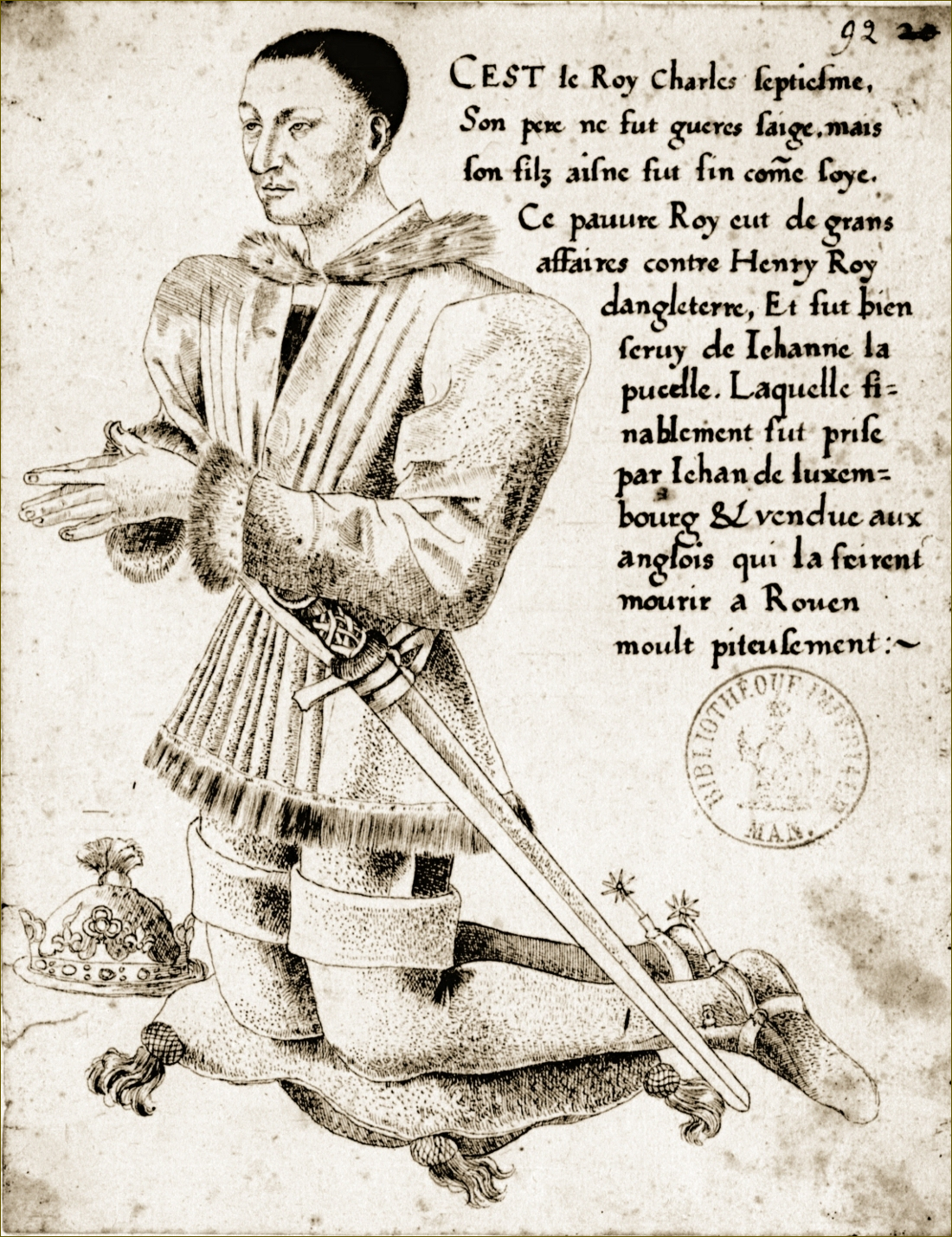
Portrait de Charles VII en prière, d'après une peinture de Jean Fouquet
(collection Roger de Gaignières, Paris, BNF, XVIe siècle).

En 1439, les états généraux de langue d'oïl, réunis sous la présidence du roi Charles VII à Orléans, émettent le vœu qu'une réforme intervienne pour mettre fin aux désordres provoqués par les routiers et les écorcheurs. Ces supplétifs des troupes combattantes de l'armée royale, le plus souvent aux ordres des grands féodaux, se signalaient en effet par leurs nombreuses exactions. Entre deux combats, leurs groupes armés pillaient et rançonnaient la population, en échappant à tout contrôle des autorités constituées.
Par l'ordonnance d'Orléans, donnée le 2 novembre 1439 par le roi Charles VII, deux réformes sont décidées :
- Le roi se réserve désormais le droit exclusif de lever les compagnies de gens d'armes, les compagnies libres étant désormais interdites. Seuls les paysans restent autorisés à se rassembler et à s'armer pour détruire les bandes de pillards.

L'armée royale est tenue de respecter un règlement disciplinaire rigoureux.
- Le roi décrète l'unité de l'impôt royal de la taille, au détriment des tailles seigneuriales, pour financer la création d'une armée permanente du royaume de France.

### Praguerie de 1440

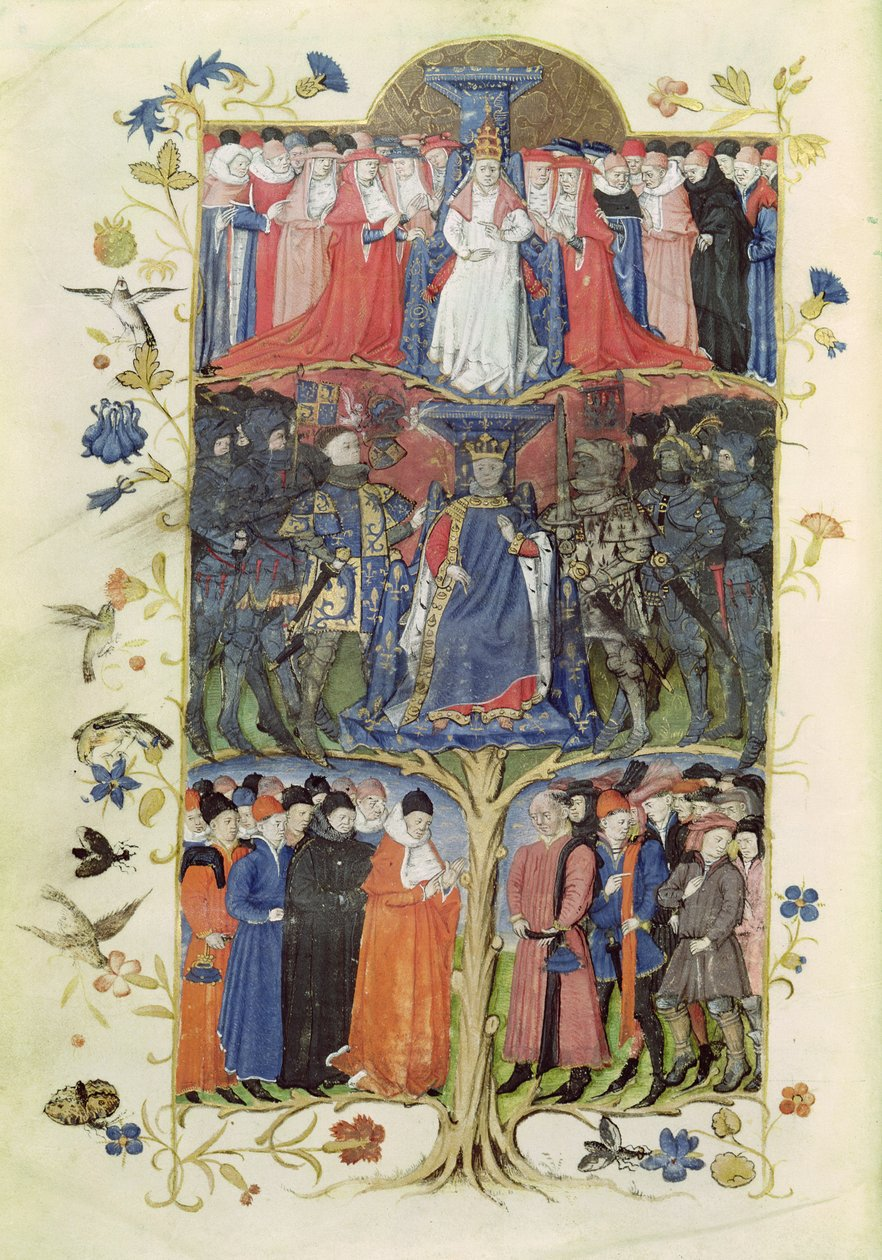
Les trois ordres dans L'arbre des batailles de Honorat Bovet. Au centre de la miniature, le roi Charles VII entouré du dauphin Louis et du connétable Arthur de Richemont.
Paris, BnF, Bibliothèque de l'Arsenal, ms. 2695 6, XVe siècle.

L'ordonnance d'Orléans provoque la réaction des féodaux du royaume qui refusent toute atteinte de leurs prérogatives médiévales au profit du pouvoir royal centralisateur.
En 1440, les grands vassaux s'engagent dans une révolte armée contre le roi Charles VII. Cette conspiration est connue sous le nom de Praguerie, par allusion à la révolte des hussites à Prague au début du XVe siècle. Parmi les comploteurs se retrouvent Jean II, Jean IV d'Armagnac, Charles Ier de Bourbon, Louis Ier de Bourbon-Vendôme et jusqu'au dauphin Louis, futur Louis XI, pressé de prendre le pouvoir en éliminant son père.
Les conjurés prennent les armes, mais ils essuient le refus des seigneurs restés fidèles au roi Charles VII. Après de nombreux combats, les troupes royales, dirigées en personne par le roi Charles VII, finissent par venir à bout des révoltés le 19 juillet 1440. Ces derniers demandent grâce et l'obtiennent de la part du roi. Son fils Louis est éloigné jusqu'en Dauphiné, dont il va assumer le gouvernement en tant que Dauphin du Viennois.
De septembre 1444 à avril 1445, Charles VII réside à Nancy en raison de son expédition contre Metz.

### Compagnies d'ordonnance
Profitant d'une accalmie dans la guerre de Cent Ans, le roi Charles VII crée, par l'ordonnance de 1445, les premières unités militaires permanentes à disposition du roi de France, appelées compagnies d'ordonnance.
Elles visent à la fois une plus grande efficacité au combat de l'armée royale, et une diminution des dégâts causés par l'armée en déplacement. Elles joueront un grand rôle dans la victoire de la France à la fin de la guerre de Cent Ans en 1453.
En mars 1448 Charles VII dirige le siège du Mans, du château de Lavardin possession du comte de Vendôme son vassal et cousin, la ville fut libérée le 16 mars.

### Bataille de Normandie
Le 31 juillet 1449, le conseil du roi approuve la décision de Charles VII d'ouvrir les hostilités afin de libérer définitivement cette province.
Trois corps d'armée dirigés par le comte de Saint-Pol, par Jean de Dunois et Pierre de Brézé et par le duc François Ier de Bretagne, investissent les places-fortes du Cotentin, de Basse et Haute-Normandie. Les troupes anglaises rendent les armes sous la pression des forces de l'intérieur et de l'armée royale.
Le 1er novembre 1449, la ville de Rouen est libérée. Le roi Charles VII préside en majesté le grand défilé de la Libération, dont il confie le commandement à Pierre Frotier, baron de Preuilly.
Après de nombreux combats auxquels le roi prend part directement, les troupes royales libèrent Caen le 6 juillet 1450  puis Cherbourg capitule le 12 août 1450 après un siège meurtrier. Mais la victoire décisive sur les troupes anglaises a été acquise à la bataille de Formigny, le 14 avril 1450.
La Normandie est ainsi conquise et libérée définitivement de la domination anglaise après un an de combat.

### Bataille de Guyenne

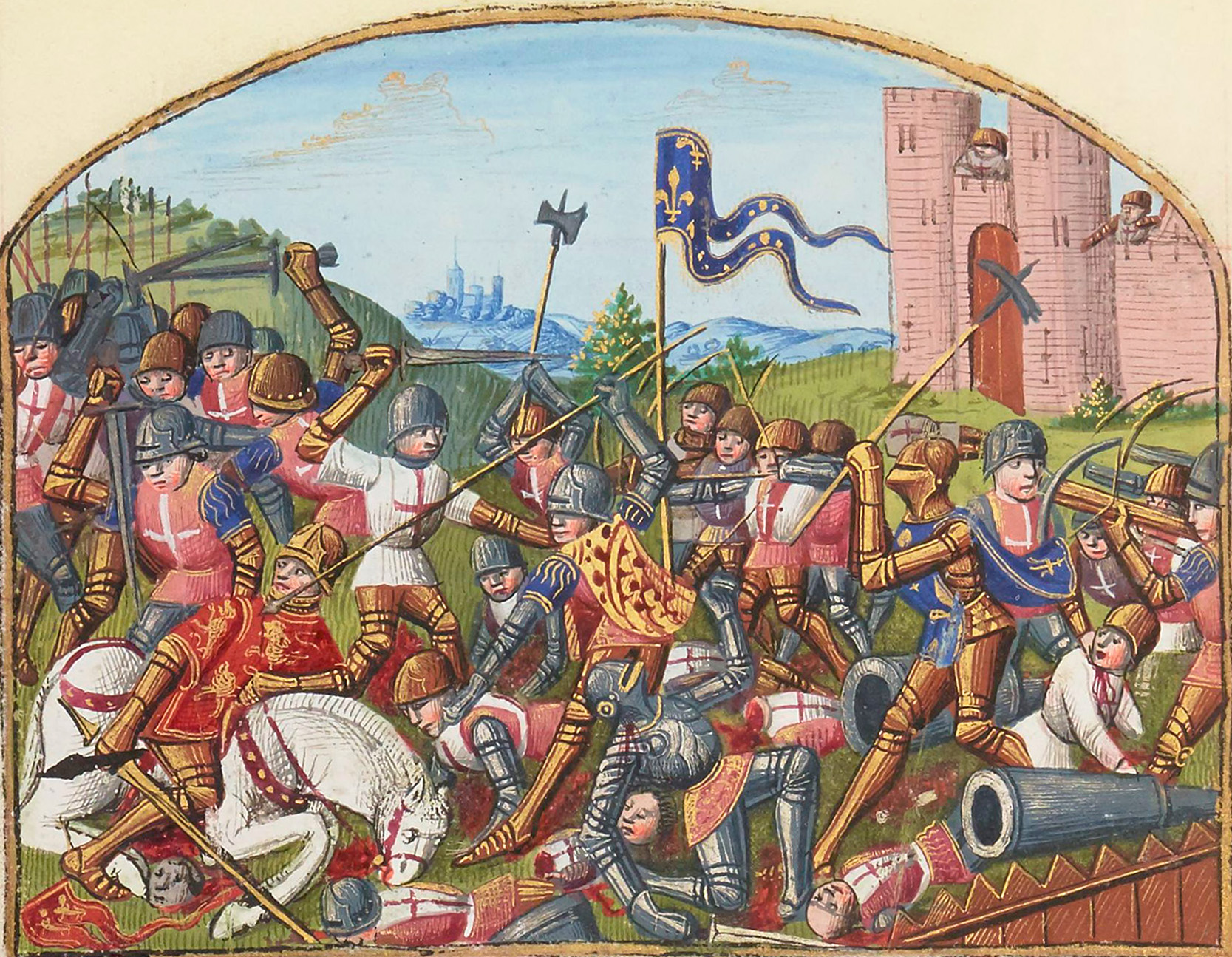
La mort de John Talbot à la bataille de Castillon. Miniature issue du manuscrit de Martial d'Auvergne, Les Vigiles de la mort de Charles VII, vers 1484, BNF, ms. Français 5054 229.

La libération de la Guyenne devait se révéler plus longue et plus difficile que celle de Normandie. En effet, les Bordelais considéraient les Anglais comme des amis et surtout des clients privilégiés dans le commerce du vin.
Le roi envoie en septembre 1450 un détachement sous les ordres de Jean de Blois-Bretagne, comte de Périgord. Les Français investissent Bergerac, Jonzac et plusieurs places fortes aux environs de Bordeaux.
En mai 1451, une armée forte de 20 000 hommes, aux ordres de Jean de Dunois, procède au siège de Bordeaux. La capitale de la Guyenne est prise le 24 juin 1451 et occupée par les royaux qui administrent la cité. Mais les Bordelais se révoltent et, le 22 octobre 1452, ouvrent les portes aux forces anglaises commandées par John Talbot. Les Français sont faits prisonniers et la ville est à nouveau occupée et défendue par les Anglais.
Ce n'est que le 2 juin 1453 que le roi parvient à envoyer des renforts, après avoir défendu les côtes normandes d'une nouvelle et menaçante invasion anglaise. Les armées françaises battent les troupes de Talbot le 17 juillet 1453 lors de la bataille de Castillon (où John Talbot trouve la mort) et reprennent le siège de Bordeaux, avec l'appui de l'artillerie des frères Bureau. Les assiégés résistent vaillamment, tous Bordelais et Anglais confondus, mais ils finissent par capituler le 5 octobre 1453 auprès de l'amiral de Bueil, comte de Sancerre.
Le roi Charles VII fait grâce aux rebelles bordelais pendant que les Anglais rembarquent définitivement le 19 octobre 1453. Cette année 1453 marque la fin de la guerre de Cent Ans et le triomphe de Charles VII, le Victorieux. Le roi Henri VI d'Angleterre sombre quant à lui dans la démence comme son grand-père maternel, le roi de France Charles VI.
Ainsi s'achève la reconquête de la France, à l'exception de Calais qui ne sera prise qu'en 1558. La prédiction de Jeanne d'Arc est réalisée : les Anglais sont définitivement « boutés hors de France ».

### Dernières années

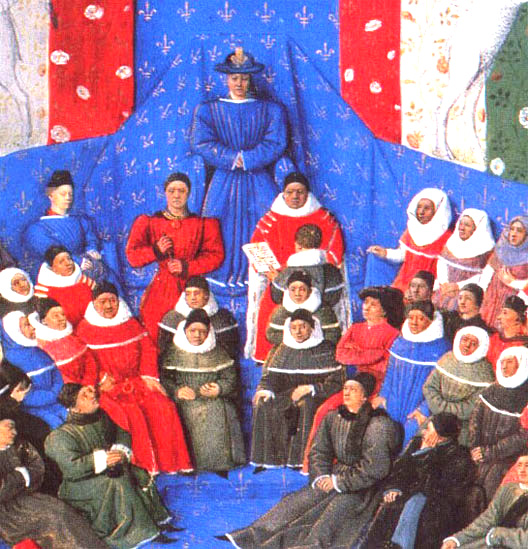
Enluminure de Jean Fouquet représentant le lit de justice de Vendôme, l'un des points d'orgue du procès du duc Jean II d'Alençon. Boccace de Munich, détail, vers 1459-1460, Munich, Bibliothèque d'État de Bavière, Cod. Gall. 369,.
Charles VII trône en majesté sous un dais fleurdelisé, au centre de la composition.

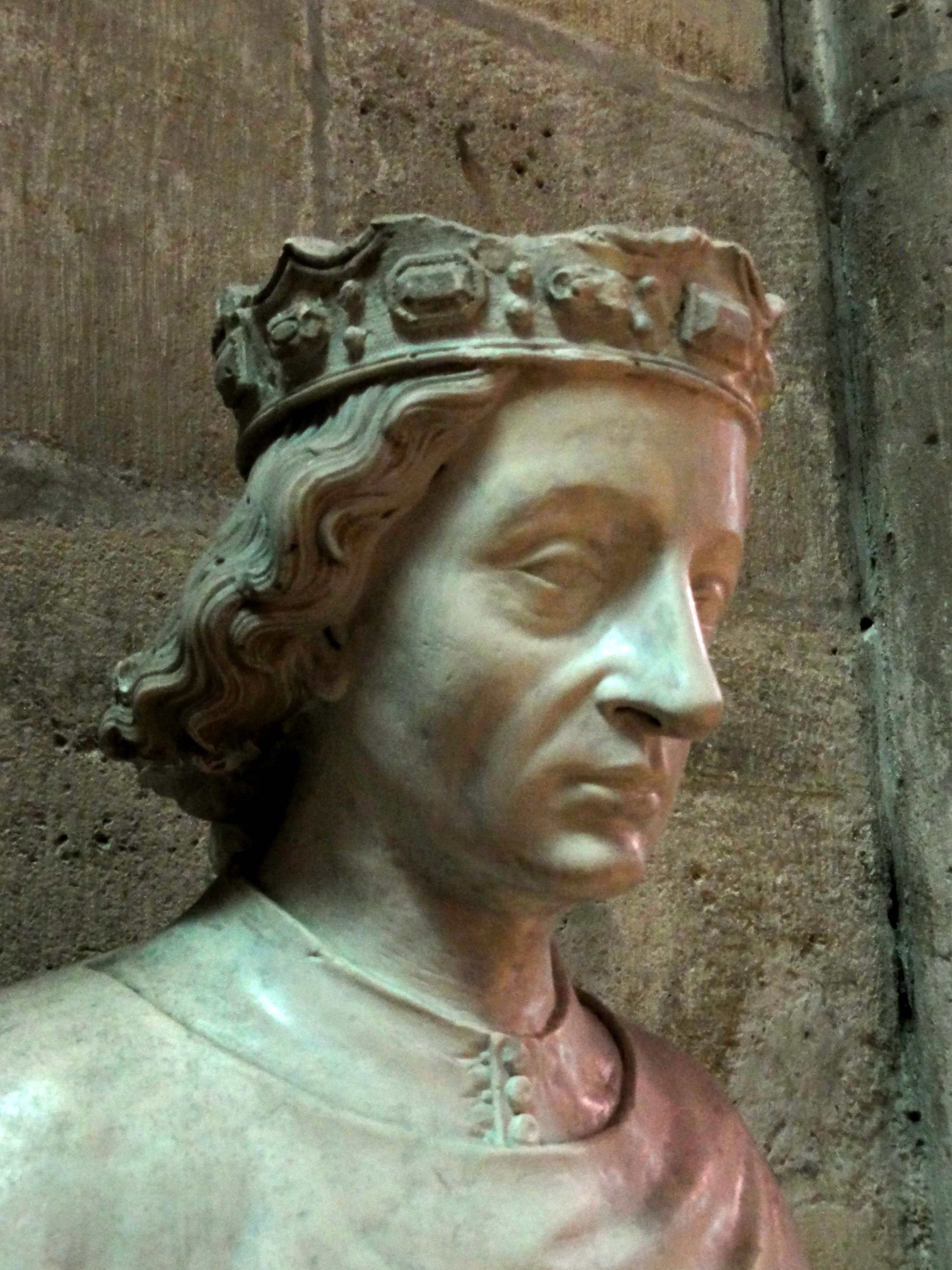
Buste de Charles VII,
vers 1463 – 1465, basilique de Saint-Denis.

En 1451, Jacques Cœur, grand argentier du roi, est arrêté, sans doute à cause de ses créanciers et débiteurs jaloux de sa réussite personnelle. Il est banni en 1453. En 1458, un de ses protégés, Nicolas Jenson, maître graveur à l’atelier royal de Monnaies à Tours, est mandaté par Charles VII pour aller à Mayence, apprendre l'art typographique inventé récemment par Gutenberg, prélude à l'introduction de l'imprimerie en France.
Les dernières années de Charles VII sont troublées par l'ambition de son fils, le futur Louis XI, qui s'était déjà manifesté dans le passé en participant activement à la Praguerie en 1440.
Ayant conspiré contre Agnès Sorel et Pierre de Brézé, ce dernier est chassé de la cour en 1446 et se réfugie dans le Dauphiné. Là-bas, il mène une politique personnelle, nourrissant l'ambition de constituer un vaste fief sur les deux versants des Alpes. Dans ce but, il signa un traité d'assistance avec le duc Louis Ier de Savoie et épouse sa fille Charlotte.

Furieux de ses agissements, Charles VII envoie alors une armée marcher sur le Dauphiné. Louis doit alors s'enfuir et se réfugie chez le duc de Bourgogne Philippe le Bon. En apprenant la nouvelle, Charles VII déclare : 

« Mon cousin de Bourgogne a reçu chez lui un renard qui, un jour, lui mangera ses poules. »

Ce commentaire cinglant faisait probablement allusion à la personnalité rusée et perfide de son fils.
Louis XI ne quittera la Bourgogne qu'à la mort de son père en 1461.

### Mort et inhumation

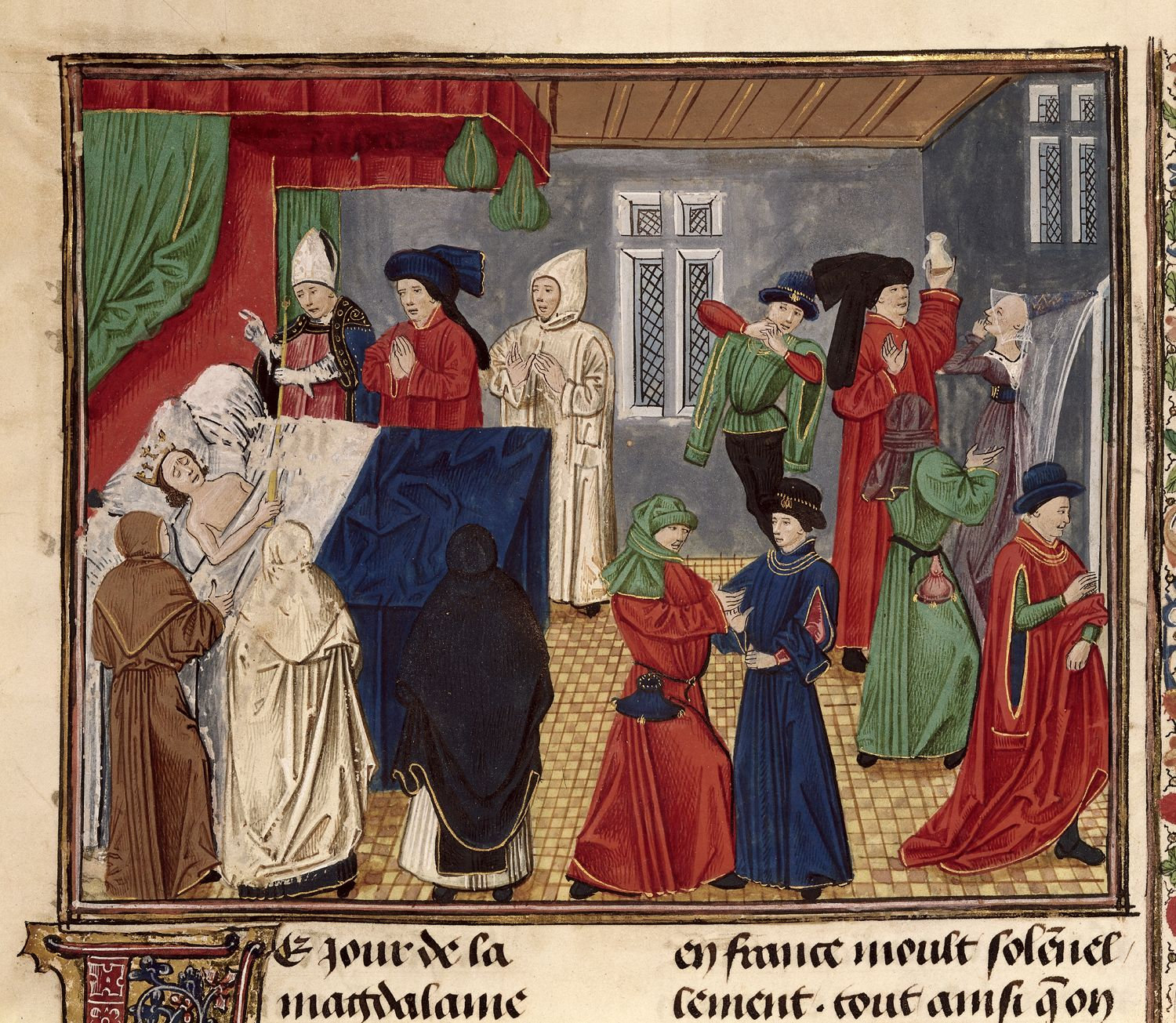
Mort de Charles VII. Miniature ornant un manuscrit des Grandes Chroniques de France, fin du XVe siècle, British Library, Royal 20 C,.

Après un long règne de près de 40 ans, le roi Charles VII meurt dans son château de Mehun-sur-Yèvre le 22 juillet 1461, à l'âge de 58 ans. Son fils aîné, le Dauphin Louis, lui succède et devient le roi Louis XI. Le 7 août 1461, Charles VII est inhumé en la basilique de Saint-Denis, au nord de Paris, où il repose aux côtés de tous ses prédécesseurs parmi lesquels son père.

## Personnalités de la cour

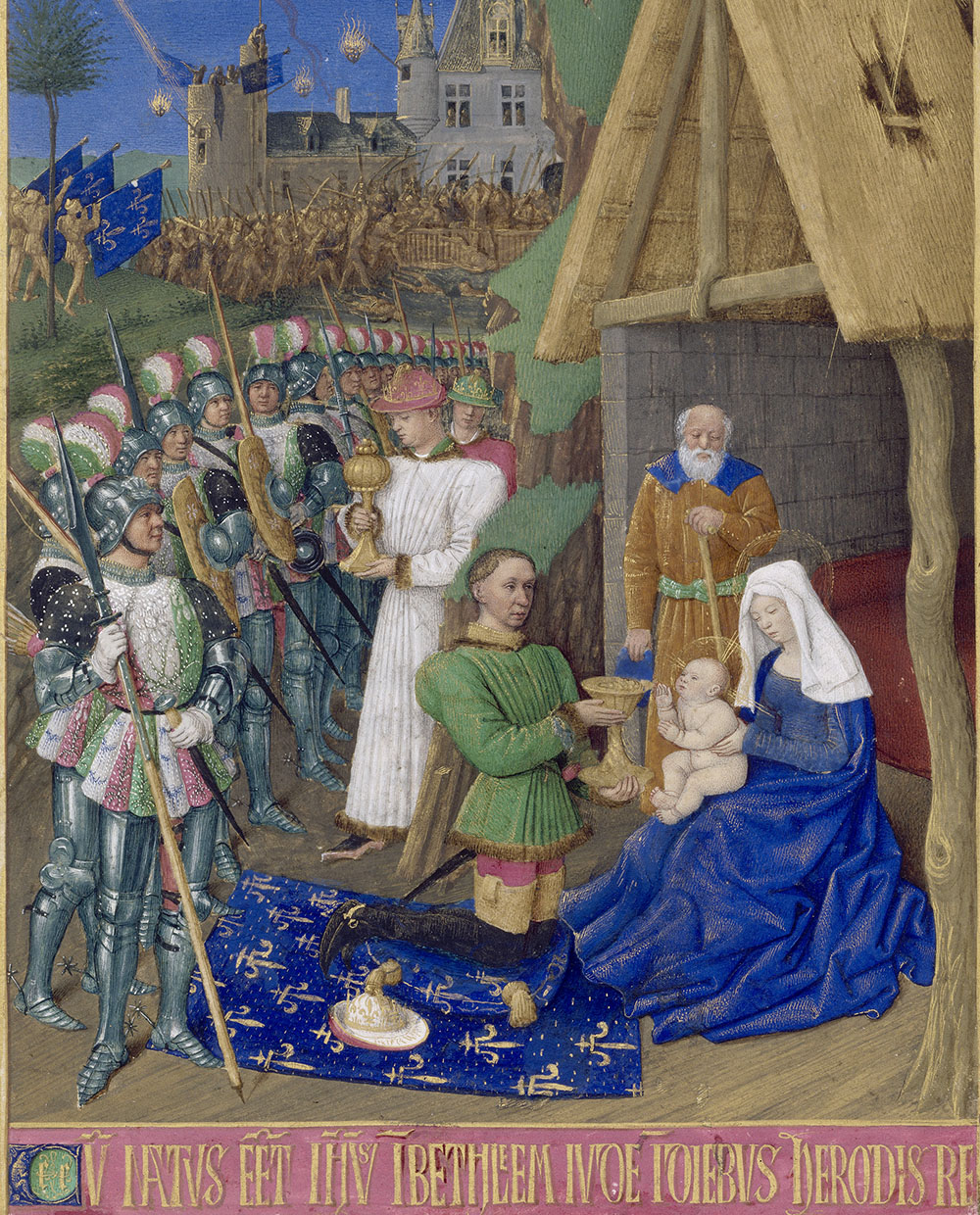
Jean Fouquet a représenté le roi Charles VII en roi mage.

### Agnès Sorel
C'est en 1443, à l'âge de 40 ans, que Charles VII fait connaissance d'Agnès Sorel, demoiselle d'honneur d'Isabelle Ire de Lorraine, épouse du duc René d'Anjou. Elle fut admise à la cour royale et devint la favorite du roi. Elle lui donna trois filles, les princesses Marie de Valois, Charlotte de Valois et Jehanne de Valois, qui furent officiellement légitimées et mariées à de grands seigneurs de la cour.
Selon les historiographes de l'époque, Agnès Sorel rayonnait par sa grâce et sa beauté. Le peintre Jean Fouquet en a fait un célèbre portrait éloquent. Elle avait reçu en présent du roi le château de Beauté et elle était surnommée la « dame de Beauté. »
Agnès Sorel est morte prématurément avant d'avoir atteint l'âge de trente ans, le 9 février 1450, peu de temps après avoir mis au monde une quatrième fille qui n'a pas survécu, au grand désespoir du roi. Le tombeau d'Agnès Sorel est érigé dans l'église abbatiale jouxtant le château de Loches. Un deuxième tombeau contenant une partie de ses cendres est érigé à l'abbaye de Jumièges.

### Georges de La Trémoille
Né en 1384, le comte Georges Ier de La Trémoille, après avoir servi les ducs de Bourgogne, rejoint les rangs du roi Charles VII à Bourges en 1422, tout en conservant des intelligences dans le camp des Bourguignons.
Il entre au conseil du roi et devient son confident. Il s'oppose au connétable de Richemont et trempe dans de nombreuses intrigues pour finalement subir une tentative d'attentat le 3 juin 1433 dont il ressort blessé et captif du connétable. En 1440, il complote avec les grands féodaux dans la conspiration de la Praguerie, mais défait, il se retire dans son château de Sully-sur-Loire où il meurt le 6 mai 1446.

### Jacques Cœur
Né vers 1395 à Bourges, Jacques Cœur est le fils de Pierre Cœur, riche marchand pelletier, fournisseur de la cour du duc Jean Ier de Berry. Jacques Cœur prend la suite de son père et devient en 1427 fournisseur attitré de la cour du roi Charles VII, qui a fait de Bourges sa capitale. Il s'engage dans le commerce international et dirige une flotte de 12 navires marchands. En 1435, il obtient la charge de maître de la monnaie de Bourges, puis de celle de Paris. Le 2 février 1439, il est nommé grand argentier de France, chargé de recevoir les redevances des trésoriers généraux au nom du roi. Il crée des impôts nouveaux ou les remet en vigueur : la taille, le fouage, les aides et la gabelle.
Toujours chargé de son commerce international, Jacques Cœur est anobli en 1441. Il est nommé conseiller du roi en 1442. Il devient son confident et reçoit de nombreuses missions diplomatiques. Il intervient aussi pour assainir les finances du royaume. Devenu richissime, Jacques Cœur est sollicité pour financer la bataille de Normandie contre les Anglais en 1447.
Il avait fait construire en 1443 un somptueux palais à Bourges, aujourd'hui connu sous le nom de palais Jacques-Cœur, qui dépassait en magnificence le palais royal de Bourges et celui des archevêques. Il suscita de nombreuses jalousies et fut la victime, notamment de ceux qui lui avaient emprunté de l'argent. Ils témoignèrent contre lui lorsqu'un procès pour concussion lui fut intenté en 1451. Condamné à la confiscation de ses biens et au bannissement en 1453, il s'évade du château de Poitiers et se réfugie à Rome. Le pape Calixte III lui confie en 1456 le commandement de l'expédition sur l'île génoise de Chios contre les Ottomans. Il meurt au cours de l'expédition le 25 novembre 1456.

### Jean de Dunois
Fils naturel de Louis Ier d'Orléans, chef de la maison d'Orléans, branche cadette de la maison de Valois, dont l'assassinat en 1407 déclenche à terme la guerre civile entre Armagnacs et Bourguignons, le bâtard d'Orléans s'engage dans les rangs des Armagnacs et, à la mort de Charles VI en 1422, prend parti pour Charles VII dépossédé de la succession par le traité de Troyes (1420) au profit du roi d'Angleterre Henri VI.
Il mène les troupes françaises lors de la levée du siège de Montargis le 5 septembre 1427, aux côtés de ses compagnons La Hire et Ponton de Xaintrailles, premier grand revers anglais de la guerre de cent ans.
Lors du siège d'Orléans (1428-1429), en l'absence de ses demi-frères légitimes le duc Charles d'Orléans et le comte Jean d'Angoulême, prisonniers des Anglais, Jean devient le chef de fait des Orléans. C'est alors qu'il s'illustre en tant que compagnon d'armes de Jeanne d'Arc.
Jean d'Orléans obtient par la suite les comtés de Dunois (1439) et de Longueville (1443).
On lui doit la construction de l'aile qui porte son nom au château de Châteaudun, ainsi que celle de la Sainte-Chapelle de ce même château.

### Louis de Bourbon, comte de Vendôme
Louis Ier de Bourbon-Vendôme, cousin du roi, né vers 1376, il connut la prison à plusieurs reprises. Proche du duc d'Orléans, durant la guerre civile, il multiplia les offices au service de la couronne. Il est Grand chambellan de France en 1408,  Souverain maître de l'hôtel du roi à partir de 1411, charge qu'il gardera sous le règne de Charles VII. Il fut fait prisonnier à Azincourt, captivité dont il ne revint qu'en 1422-1424.
Selon Jean Pasquerel, confesseur de Jeanne d'Arc, c'est le comte de Vendôme qui aurait conduit la Pucelle dans la salle où se trouvait le roi pour leur première rencontre à Chinon. Durant la reconquête du royaume, il fut gouverneur de Picardie de Champagne et de Brie. Présent au Siège d'Orléans (1428-1429), à la Bataille de Montépilloy, ou encore à la prise de Compiègne, il représenta l'un des pairs laïcs au sacre de Charles VII. Il est présent au Traité d'Arras (1435) et sera envoyé en ambassade en Angleterre en 1445. Il décède le 16 décembre 1446 à Tours.
Son corps est inhumé dans la collégiale Saint-Georges du château de Vendôme, et son cœur dans la chapelle de Vendôme qu'il avait fondé à  la cathédrale de Chartres.
On lui doit la reconstruction du donjon du château de Lavardin et divers travaux dans le château de Montoire, ainsi que la fondation de la chapelle de Vendôme à la cathédrale de Chartres.

### Arthur de Richemont
Il né le 24 août 1393 au château de Suscinio, près de Vannes, est un seigneur breton, fils de Jean IV, duc de Bretagne, et de sa troisième épouse Jeanne de Navarre.
Blessé à la bataille d'Azincourt en 1415 et fait prisonnier, il reste en captivité en Angleterre pendant cinq ans. Il est nommé connétable de France par Charles VII le 7 mars 1425, reprend Paris aux Anglais le 13 avril 1436, après avoir été l'un des compagnons d'armes de Jeanne d'Arc.
Il devient duc de Bretagne en 1457, avant de s'éteindre l'année suivante le 26 décembre 1458 à Nantes.

### JeanIIde Chambes
Né en 1405, le chevalier Jean II de Chambes rentre comme écuyer au service du roi Charles VII en 1426, puis devient panetier du roi en 1438, premier maître d'hôtel en 1444 pour devenir ensuite conseiller privé du roi. Il préside les États de Languedoc avec Jacques Cœur en 1443 et négocie la reddition de Bordeaux en 1453. En 1452, il met ses talents diplomatiques au service du roi pour résoudre le conflit qui oppose Charles VII au dauphin futur roi Louis XI à la suite du mariage de ce dernier sans autorisation. Avec Thibault de Lucé, évêque de Maillezais, il négocie un traité d'alliance avec Frédéric II de Saxe le 11 avril 1453. Il est nommé ambassadeur à Rome en 1454, à Venise en 1458 afin de préparer une croisade par convocation du pape Pie II. Il est aussi nommé ambassadeur pour l'Empire ottoman. Il obtient une somme considérable d'argent lors du procès de Jacques Cœur. En 1450 il acquiert de son beau-frère Louis Chabot la forteresse de Montsoreau, et entreprend des travaux considérables afin de faire construire dans le lit de la Loire l'actuel château de Montsoreau. Il fait aveu au roi René en 1466 et reçoit Louis XI au château de Montsoreau le 28 juillet 1471. Jean II de Chambes meurt entre 1474 et 1476.

### Autres personnages de la cour
Parmi les premiers conseillers du dauphin de 1418 à 1425 figurent notamment Robert Le Maçon, Jean Louvet, Tanneguy III du Chastel, Arnault Guilhem de Barbazan et Pierre Frotier. Ils adhèrent au parti d'Armagnac et protègent le jeune dauphin de France lors de l'invasion de Paris par les Bourguignons en 1418. Repliés à Bourges avec l'héritier du trône, ils l'assistent fidèlement lors de ses négociations avec les Bourguignons. Ils constituent sa garde rapprochée dans ses combats contre les Anglais et les Bourguignons. Ils sont partie prenante à l'entrevue de Montereau en 1419, accusés du meurtre de Jean sans Peur. Ils sont poursuivis par la vindicte du duc Philippe le Bon de Bourgogne qui entend venger la mort de son père. Ils sont jugés par contumace dans la cour de Justice de Paris en 1420 et passibles de la peine de mort pour crime de lèse-majesté. Le procès traîne en longueur et n'aboutira jamais.
Ils sont évincés du pouvoir en 1425 par le comte Arthur de Richemont, nouveau connétable de France, à l'instigation de son beau-frère Philippe le Bon. Ils sont menacés dans leur vie et dans leurs biens lors de la signature du traité d'Arras en 1435 mettant fin à la guerre civile entre Armagnacs et Bourguignons. En dépit des clauses du traité imposées par les Bourguignons, le roi Charles VII reste fidèle à ceux qui l'ont si bien servi à ses débuts et il les maintient ou les rétablit dans de nouvelles fonctions dès l'année 1444.
Parmi les capitaines et chefs de guerre qui appuient Charles VII dans sa guerre contre les Anglais et les Bourguignons, se distinguent nombre de personnalités (voir section suivante).

### Personnalités du règne deCharlesVII
| La famille : - Marie d'Anjou, reine de France - Le dauphin Louis La maison d'Orléans : - Jean, bâtard d'Orléans, comte de Dunois - Charles, duc d'Orléans La maison d'Anjou : - Yolande d'Aragon - René, duc d'Anjou - Charles, comte du Maine La maison de Bretagne : - Jean V, duc de Bretagne - François Ier, duc de Bretagne - Pierre II, duc de Bretagne Les conseillers : - Jean II de Chambes, premier conseiller, chambellan, premier maître d'hôtel. - Robert Le Maçon - Jean Louvet - Tanneguy III du Chastel - Arnault Guilhem de Barbazan - Pierre Frotier, baron de Preuilly, grand maître de l'écurie du roi. - Pierre II de Giac - Georges Ier de La Trémoille, grand chambellan - Regnault de Chartres, archevêque de Reims, chancelier - Guillaume Jouvenel des Ursins, chancelier - Guillaume Cousinot de Montreuil - Jacques Gélu, archevêque de Tours, puis d'Embrun - Régnault Girard, seigneur de Bazoges, ambassadeur en Bretagne, Écosse et Aragon - Christophe d'Harcourt, commandant de la garde du dauphin (1425), conseiller et chambellan du roi (1430), Général Réformateur des eaux et forêts (1431) | Les gens de guerre : - Jeanne d'Arc, héroïne nationale - Arthur, comte de Richemont, connétable - Jean II d'Alençon - Charles II d'Albret - Louis Ier de Bourbon-Vendôme - Jean d'Aulon - Guillaume d'Avaugour - Arnault Guilhem de Barbazan - Raoul du Bouchet - Charles Ier de Bourbon - Pierre de Brézé - Jean de Brosse - Jean V de Bueil - Gaspard Bureau - Jean Bureau, Grand maître de l'artillerie - Jacques Ier de Chabannes de La Palice - Antoine de Chabannes - Prégent de Coëtivy - Louis de Culant - Philippe de Culant - Joachim de Gamaches - Raoul de Gaucourt - Louis Giribaut - Jean VIII d'Harcourt - Tugdual de Kermoysan - Étienne de Vignolles, dit La Hire - Guy XIV de Laval, André de Lohéac - Ambroise de Loré - Guillaume II de Narbonne - Gilles de Rais - Pierre de Rieux - John Stuart de Buchan - John Stuart de Darnley - Jean de Xaintrailles L'adversaire bourguignon : - Philippe le Bon, duc de Bourgogne Les adversaires anglais : - Jean de Lancastre, duc de Bedford, régent du royaume de France - Henri Beaufort, cardinal de Winchester - Henri VI, roi d'Angleterre - John Talbot, comte de Shrewsbury - John Fastolf - Thomas Montaigu, comte de Salisbury - William de la Pole, duc de Suffolk - Richard de Beauchamp, comte de Warwick | Le financier : - Jacques Cœur, grand argentier Les hommes des arts et des lettres : - Jacob de Litemont, peintre officiel - Jean Fouquet, peintre - Jean Chartier, historiographe |

## Sépulture

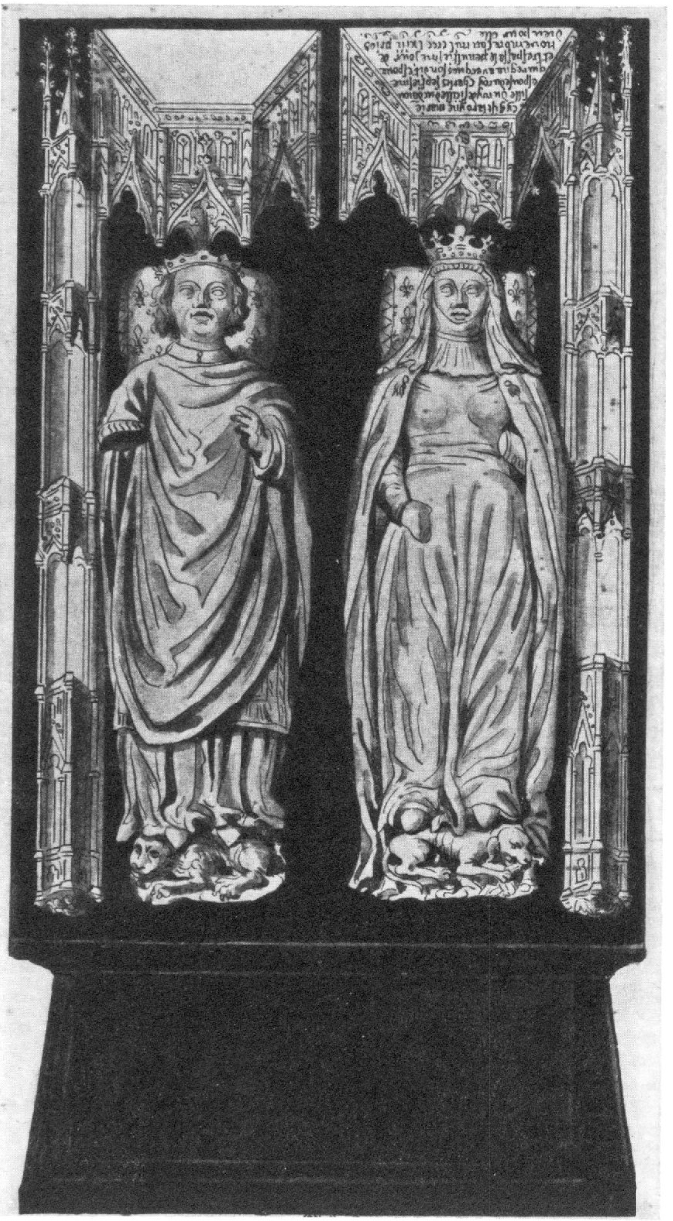
Gisants de Charles VII et Marie d'Anjou.

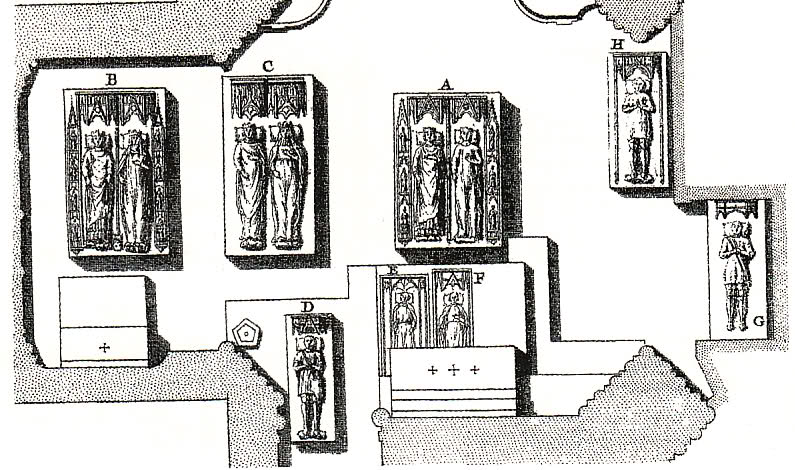
La chapelle caroline où furent placés les gisants de Charles VII et Marie d'Anjou (emplacement C).

Il fut inhumé en l'église abbatiale de Saint-Denis, où il reposa avec son épouse jusqu'à la Révolution, dans la chapelle caroline de Saint-Jean-Baptiste. Les travaux de construction du tombeau débutèrent avant même le décès de la reine Marie et furent achevés entre 1464 et 1465. Le socle de marbre noir n'était pas entouré de pleurants ni de statuettes princières, à la différence des tombeaux de Charles V et de Charles VI. Deux colonnes de marbre blanc sculpté bordaient les gisants sur la dalle. On retrouvait dais, coussins et chiens traditionnels. Une inscription funéraire était gravée au dos du dais de Marie d'Anjou. La réalisation des gisants est attribuée à Michel Colombe (1430–1513). Le grand sculpteur, célèbre pour la réalisation du tombeau de François II de Bretagne, n'a guère séjourné en Île-de-France mais il a suivi les rois dans leur déplacement de Bourges à Tours.
Le document de la collection Gaignières (aujourd'hui à Oxford, à la Bodleian Library) montre qu'au XVIIe siècle le tombeau n'était plus intact. Les bras des souverains avaient été cassés et les couronnes amputées. On ne sait à quelle période eurent lieu ces dégradations marginales.
Cependant le monument était relativement bien préservé, comme le prouve l'état du décor gothique entourant les deux gisants, tout au moins jusqu'à la fin du XVIIe siècle car si le dessin de Gaignières reproduit les deux colonnettes horizontales gothiques sur les côtés de la dalle, le plan de dom Félibien de 1706 ne les montre plus. Ce plan, très détaillé, les maintient pour les tombeaux de Charles V et Charles VI, ce qui peut laisser penser qu'il y eut des travaux inachevés au début du XVIIIe siècle qui motivèrent un retrait temporaire de cette décoration.
Le tombeau fut détruit du 5 au 8 août 1793. À la différence des gisants de Charles V, de Charles VI et d'Isabeau de Bavière, ceux de Charles VII et de Marie d'Anjou furent brisés à coup de masse. Alexandre Lenoir put sauver les bustes des gisants qu'il fit détacher des parties supérieures amputées et s'émiettant. Aussi fit-il découper horizontalement à la scie ce qui restait de récupérable pour le transporter dans les réserves du musée des monuments français.
Au XIXe siècle, les deux vestiges ne retournèrent pas à Saint-Denis mais subirent une restauration (nouveaux nez, nouvelles couronnes), peut-être à l'initiative de Viollet-le-Duc. Ils furent ensuite envoyés aux Archives nationales puis au Louvre et enfin retournèrent à la fin des années 1990 dans la basilique Saint-Denis, juste à côté du tombeau de Charles VI et d'Isabeau de Bavière, sur des colonnes se faisant face.

## Généalogie

### Descendance deCharlesVII

#### Enfants légitimes deCharlesVIIet de Marie d'Anjou
Il n'a pas vingt ans lorsqu'il épouse le 22 avril 1422 à Bourges, dans la cathédrale Saint-Étienne, Marie d'Anjou. Ils eurent quatorze enfants :
1. Louis (3 juillet 1423 – 30 août 1483), qui lui succède sous le nom de Louis XI, et postérité ;
2. Jean, (né et mort le 19 septembre 1426), sans postérité ;
3. Radegonde (Chinon, août 1428[46] – 1445)[47], sans postérité ;
4. Catherine (vers 1428 (parfois 1431-1432, selon les sources) – 13 septembre 1446), qui épouse en 1440 le futur duc de Bourgogne Charles le Téméraire, union sans postérité ;
5. Jacques (1432 – 1437) ; sans postérité ;
6. Yolande (23 septembre 1434 – 29 août 1478), qui épouse le futur duc Amédée IX de Savoie en 1452, et qui, à la mort de ce dernier, devient régente de Savoie ; d'où la suite des ducs de Savoie jusqu'en 1496, et descendance dans les Bade-Hochberg-Neuchâtel, Orléans-Longueville-Neuchâtel, Savoie-Carignan puis les rois d'Italie, et dans les de Luynes, Goyon-Matignon-Grimaldi de Monaco, Colbert de Seignelay, Montmorency-Luxembourg ; aussi dans les Laval-Montfort puis les La Trémoille ;
7. Jeanne (1435 – 1482), qui épouse en 1452 le futur duc Jean II de Bourbon, sans postérité ;
8. Philippe (1436 – 1436), sans postérité ;
9. Marguerite (1437 – 1438), sans postérité ;
10. Jeanne (7 septembre 1438 – 26 décembre 1446), sans postérité ;
11. Marie (7 septembre 1438 – 14 février 1439), sœur jumelle de Jeanne de France, sans postérité ;
12. Marie (1441 - morte jeune), sans postérité ;
13. Madeleine (1er décembre 1443 – 24 janvier 1495), qui en 1462 épouse Gaston de Foix, prince de Viane ; d'où la suite des rois de Navarre, puis rois de France à partir d'Henri IV ;
14. Charles (1446 – 1472), duc de Berry, de Normandie et de Guyenne, sans postérité légitime (2 filles).

#### Descendance naturelle
Charles VII a de sa liaison avec Agnès Sorel :
- Marie de France (1444 – 1473), qui épouse Olivier de Coëtivy, sénéchal de Guyenne ; descendance dans les Coëtivy puis les La Trémoille ;
- Charlotte de Valois (ca. 1446 – 1477), qui épouse Jacques de Brézé, sénéchal de Normandie, dont le fils Louis de Brézé épousa Diane de Poitiers ; elle mourut assassinée par son époux qui la transperça d'un coup d'épée après l'avoir découverte dans les bras de l'un de ses écuyers ; descendance dans les Lorraine-Aumale puis les Savoie (-Nemours, puis les ducs de Savoie à partir de 1675, puis les rois d'Italie), et dans les La Marck puis les comtes de Brienne, les Clermont-Tonnerre et les Montmorency-Piney-Luxembourg ;
- Jeanne de Valois (1448 – après 1467), qui épousa Antoine de Bueil, chancelier du roi ; descendance dans les Bueil comtes de Sancerre ;
- une fille née le 3 février 1450 au manoir du Mesnil près de l'abbaye de Jumièges en Normandie et morte à l'âge de six mois.

À partir de 1461, sauf les Valois-Orléans de 1498 à 1589, tous les rois de France ou de Navarre descendent de Charles VII.

## Filmographie

### Cinéma et télévision
- 1913 : Giovanna d'Arco d'Ubaldo Maria Del Colle et Nino Oxilia avec Alberto Nepoti.
- 1916 : Jeanne d'Arc avec Raymond Hatton.
- 1929 : La Merveilleuse Vie de Jeanne d'Arc, fille de Lorraine de Marco de Gastyne avec Jean Debucourt.
- 1935 : Jeanne d'Arc avec Gustaf Gründgens.
- 1948 : Jeanne d'Arc de Victor Fleming avec José Ferrer.
- 1956 : 
  - L’Alouette de Julian Amyes avec John Saunders.
  - Si Paris nous était conté de Sacha Guitry avec Paul Colline.
  - Jeanne la Lorraine de Michael Kehlmann avec Heinrich Schweizer.

- 1957 : Sainte Jeanne de Otto Preminger, avec Richard Widmark.

- 1960 : 
  - An Age of Kings. A Pageant of English History minisérie de Michael Hayes avec David Andrews.
  - Le Roi de l’ombre de Jean Vernier avec Michel Marceau.
  - Pierre de Giac qui vendit son âme au Diable de Jean Kerchbron, épisode de la série L’Histoire dépasse la fiction avec Jean-Paul Roussillon.
- 1969 : Sainte Jeanne de Claude Loursais avec François Marthouret.
- 1973 : 
  - L’Alouette de Vittorio Cottafavi avec Luigi Diberti.
  - Jeanne d'Arc d’Yves-André Hubert avec Dominique Rollin.
- 1974 : La Pucelle d’Orléans de Wilfried Minks et Heribert Wenk avec Christoph Bantzer.
- 1977 : Louis XI ou Le Pouvoir central d’Alexandre Astruc avec Daniel Gélin.
- 1979 : Saint Joan de Jane Howell avec Peter Benson.
- 1986 : Catherine, il suffit d’un amour de Marion Sarraut avec Antonin.
- 1989 : Jeanne d'Arc, le pouvoir et l'innocence avec Christophe Odent.
- 1994 : Jeanne la Pucelle avec André Marcon.
- 1999 : 
  - Jeanne d'Arc avec John Malkovich.
  - Jeanne d'Arc avec Neil Patrick Harris.

- 2002 : To Bart or not to Bart avec Aurelia Bruno.
- 2014 : Agnès Sorel, première des favorites, épisode de Secrets d'Histoire avec Claude Rochet.
- 2018 : La Guerre des trônes - La véritable histoire de l'Europe avec Patrice Tepasso.
- 2019 : Jeanne, film de Bruno Dumont avec Fabrice Luchini.